# Чернигов
Черни́гов (укр. Чернігів) — город на севере Украины, административный центр Черниговской области и Черниговского района, составляющий Черниговскую городскую общину. До 2020 года был городом областного значения и составлял Черниговский городской совет. Самый северный областной центр Украины. Центр Черниговской агломерации. Исторический центр Северской земли и Черниговского княжества, один из крупнейших городов Киевской Руси, основанный при впадении реки Стрижень в Десну.
6 марта 2022 года за «подвиг, массовый героизм и стойкость граждан во время отпора вооружённой агрессии Российской Федерации против Украины» награждён званием Город-герой.

## История

### Киевская Русь
Впервые город упоминается в «Повести временных лет» под 907 годом, когда киевский князь Олег после успешного похода на Византию обязал греков платить дань наибольшим городам Руси. Чернигов в договоре был упомянут вторым после Киева. В середине X века в трактате Константина VII Багрянородного «Об управлении империей» как один из населённых пунктов «внешней» «Росии» упомянут город Τζερνιγῶγα, в котором легко угадывается Чернигов.
Ров Окольного града был сооружён в X веке — в тот же промежуток времени когда был построен Черниговский детинец. Борживой Достал, отмечая сходство инвентаря, писал о полной идентичности дружинных могил Киева и Чернигова погребениям в Великой Моравии. Т. Г. Новик и Ю. Ю. Шевченко считают, что в случае Чернигова речь идёт о самостоятельной по отношению к киевской, «черниговской династии». До появления первого известного по летописи черниговского князя Мстислава в 6532 (1024) году в Чернигове проживало около 30 тыс. человек и по площади он, возможно, превышал тогдашний Киев.

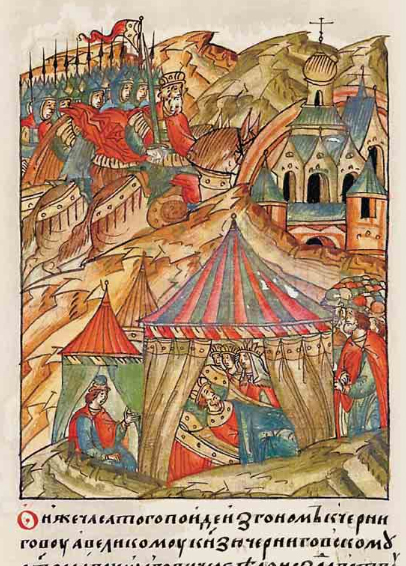
Марш на Чернигов. Святослав Ольгович на смертном одре

В 1024 году, после битвы при Листвене, Чернигов становится стольным градом князя Мстислава Владимировича, брата Ярослава Мудрого. Мстислав начинает перестраивать стольный град, который уже тогда состоял из детинца (кремля), окольного града и посада. При Мстиславе около 1035 года в центре детинца был заложен Спасский собор. Во второй половине XI века, в годы княжения Святослава Ярославича, рост города продолжился. В это время были основаны Елецкий (1060 год) и Ильинский (1069 год) монастыри, ставшие духовными центрами Чернигово-Северской земли. В период раздробленности Руси Черниговское княжество закрепляется за династией Ольговичей (основателем династии был Олег Святославич, внук Ярослава Мудрого), за время правления которых древний Чернигов достиг наибольшего расцвета: общая площадь города — 450 га, население — около 40 тыс. жителей, что позволяет считать его одним из самых больших в то время в Европе. Черниговские владения простирались далеко на восток и юг, до Мурома (затем до Коломны) на Оке и до Тмутаракани на Чёрном море.
Чернигов упоминается в новгородской берестяной грамоте № 1004, найденной на Троицком раскопе и датируемой 1140—1160 годами: «а то гоїмере аӏже то чьрени[г]ове {с}со женою не поменю їмѧ».
Развитие Чернигова было прервано монгольским нашествием на русские земли. В октябре 1239 года монгольское войско под предводительством чингизида Мункэ напало на Чернигов. На помощь городу пришло войско во главе с князем Мстиславом Глебовичем, под стенами города развернулась жестокая битва, в которой монголы победили. 12 октября окружённый город пал. Воскресенская летопись сообщает: «и множество от вой [воинов] его избиено бысть и град взяша и запалиша огнём». После монгольского разорения значение центра чернигово-северских земель перешло к Брянску.
Брянское княжество было захвачено в 1356 году литовским князем Ольгердом.

### Русское государство
По итогам русско-литовской войны (1500—1503), вследствие разгрома литовских войск в битве под Ведрошей и заключения Благовещенского перемирия, Чернигов вошёл в состав Русского государства.
Поскольку Литва не собиралась мириться с потерей Северской земли, Чернигов то и дело становился объектом литовских военных походов, которые происходили во время многочисленных русско-литовских войн. Старая деревянно-земляная крепость Чернигова, построенная ещё при Витовте в 1380 году, не годилась для обороны города и сильно пострадала во время литовского похода 1506 года, а также нападения казаков под предводительством Евстафия Дашкевича в 1515 году. Чтобы город мог выполнять свою важную функцию пограничной крепости, при Василии III в 1531 году завершается строительство нового деревянного кремля-детинца с пятью высокими башнями, глубоким рвом и подземным ходом к реке Стрижень, располагавшейся на месте детинца древнерусских времён. Внутри укреплений располагались храмы, административные и жилые здания, провиантские и пороховые склады, на вооружении в крепости состояли 27 пушек, а её гарнизон насчитывал около 1000 человек.
В 1534 году гарнизон Чернигова успешно отбил попытку киевского воеводы Андрея Немировича взять город. При вылазке многие из осаждавших были убиты, а их орудия были захвачены. На начальном этапе Ливонской войны крепость пытались штурмовать литовско-русские военачальники Филон Кмита и Михаил Вишневецкий, но несмотря на разорение округи и посада взять город им не удалось. Гарнизон во главе с князем Василием Прозоровским успешно отбил оба штурма. Неудачей окончилась и попытка штурма города войском литовско-русского магната Константина Острожского в 1579 году, хотя была вновь разорена округа, в том числе Елецкий Успенский монастырь.

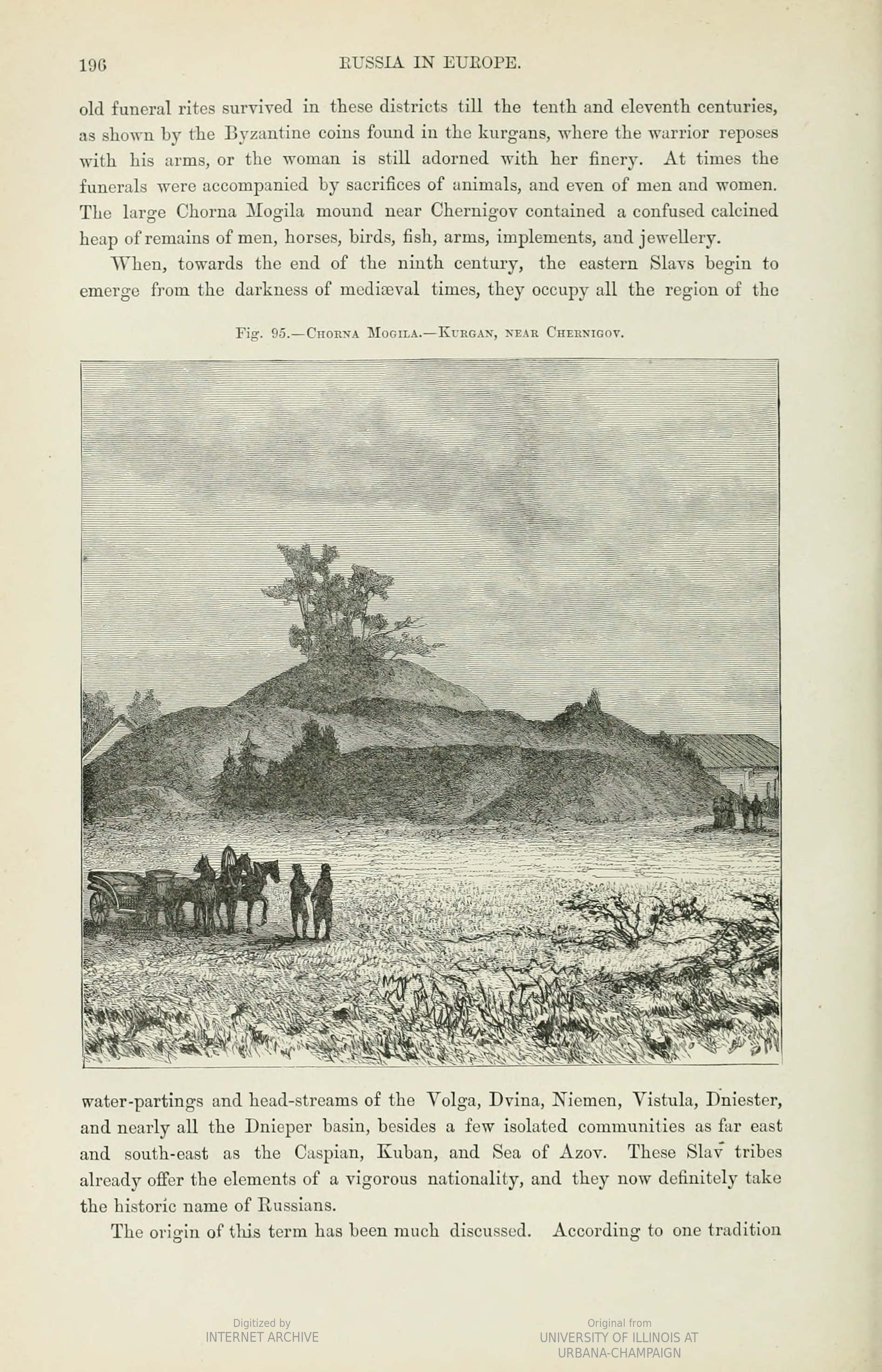
Курган «Чёрная могила», 1880

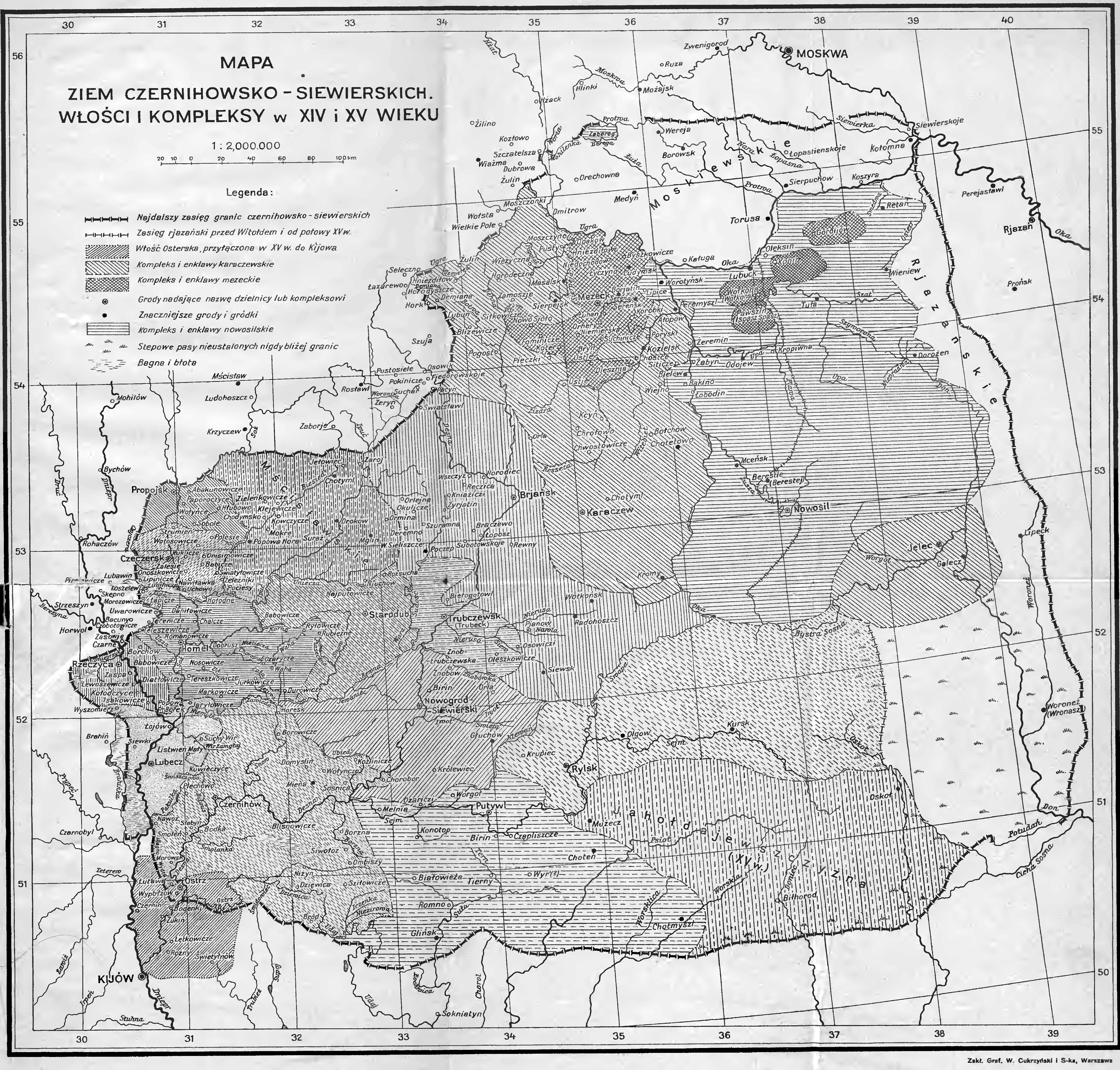
Чернигов на карте Чернигово-Северских земель в XV веке (из книги Стефана Кучинского «Чернигово-Северские земли в составе Литвы», изданной в Варшаве в 1936 году)

В 1604 году Чернигов открыл ворота Лжедмитрию I. В марте 1610 года коронные войска (войска подкомория Самуила Горностая) хитростью взяли город, практически полностью его сожгли и уничтожили многих жителей. По своим разрушительным для города последствиям этот погром был сопоставим с монголо-татарским нашествием. Город на более чем десятилетие сделался практически безлюдным.

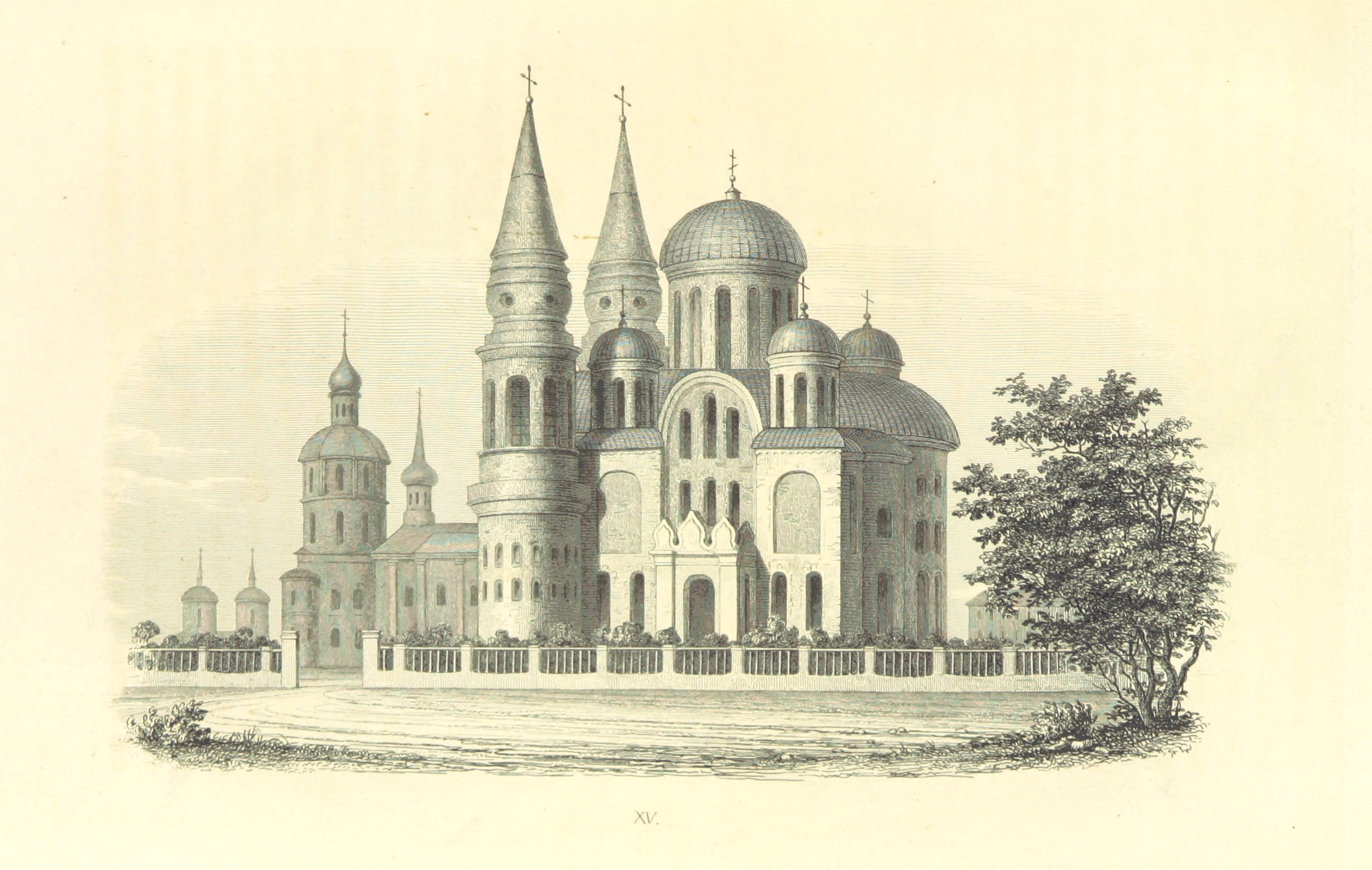
Спасо-Преображенский собор, 1840

### Речь Посполитая
В 1618 году по Деулинскому договору город отошёл к Речи Посполитой, под властью которой находился до восстания Хмельницкого. Его новое заселение шло со стороны подвластных Польше малороссийских земель. В 1623 году грамотой польского короля Сигизмунда ІІІ Чернигову было предоставлено Магдебургское право и учреждён черниговский магистрат. В 1623 году в Чернигове учреждаются шляхетские земские городские подкоморные суды, уравненные в правах с киевскими, а воеводство разделяется на два повета: Черниговский и Новгород-Северский. Учреждается герб с изображением двуглавого орла на одной короне. Проживавшее в Речи Посполитой православное население подвергалось национальному и религиозному гнёту со стороны поляков-католиков. Превращаются в костёлы древние Борисоглебский и Успенский (перешёл под управление монахов-доминиканцев) соборы.

### Гетманщина
В 1648 году вспыхнуло крупное восстание под предводительством Богдана Хмельницкого. В 1648 году создан Черниговский полк, который с 1649 года возглавил Мартын Небаба, погибший в 1651 году. В память об этой борьбе установлен монумент Богдану Михайловичу Хмельницкому (скульпторы И. Кавалеридзе, Г. Петрашевич, архитектор А. Карнабед, 1956 год) в центральной части города в сквере, носящем его имя. По результатам Переяславской рады 1654 года Чернигов вновь вошёл в состав Русского государства, на сей раз как часть Гетманщины. В 1668 году во время Левобережного восстания царский гарнизон пережил осаду со стороны казаков.

### Российская империя
Во время Северной войны черниговские казаки принимали участие в Полтавской битве на стороне войска Петра I. После победы Пётр I по дороге в северную столицу посетил Черниговскую фортецию. По его указанию были установлены дополнительные орудия. По другой версии Пётр I не захотел тащить устаревшие орудия в Санкт-Петербург. В 1899 году устаревшие орудия, оставшиеся в городе и дополненные собранными по окрестным крепостицам единицами разной степени сохранности, были установлены на доставленных из Киева лафетах и расставлены на краю вала, где и стоят до сих пор.

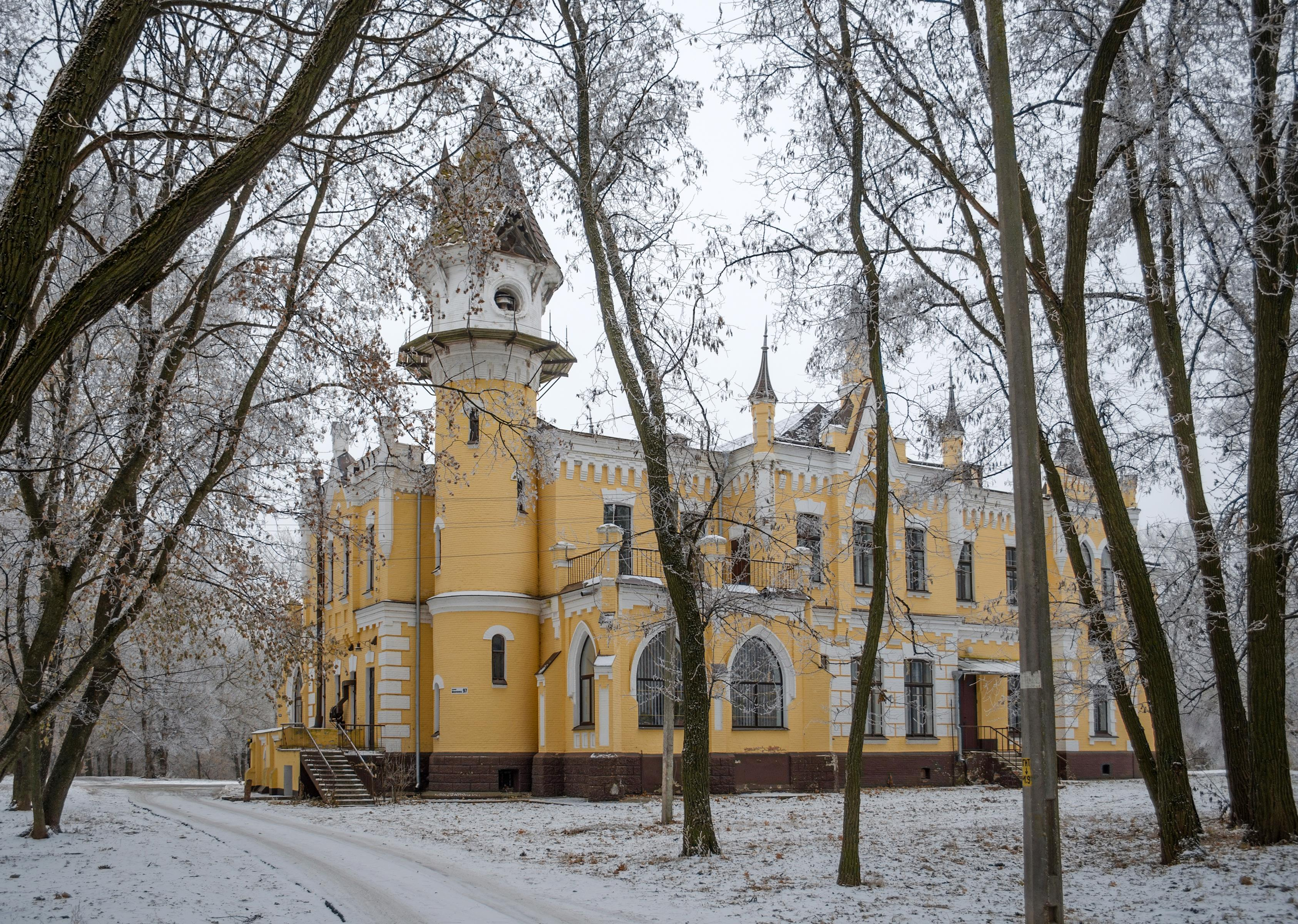
Усадьба Глебова XIX ст.

До начала 1780-х годов Чернигов оставался центром полка (как административно-территориальной единицы). После ликвидации полкового деления на Поднепровской Украине, в 1781 году становится центром Черниговского наместничества, первым правителем которого стал генерал Милорадович. В том же году привилегированным малороссийским сословиям высочайше даровали права русского дворянства. За два года до окончания XVIII века Черниговская крепость была упразднена за ненадобностью, укрепления ликвидированы.
С 1801 года Чернигов стал губернским городом образованной тогда Черниговской губернии.
По данным переписи 1897 года в Чернигове жили 27 716 человек, из них 10 085 (36,39 %) указали украинский (в переписи — «малорусский») язык родным, идиш («еврейский») — 8 780 (31,68 %), русский («великорусский») — 7 985 (28,81 %), польский — 374 (1,35 %), другие языки — 492 (1,77 %).

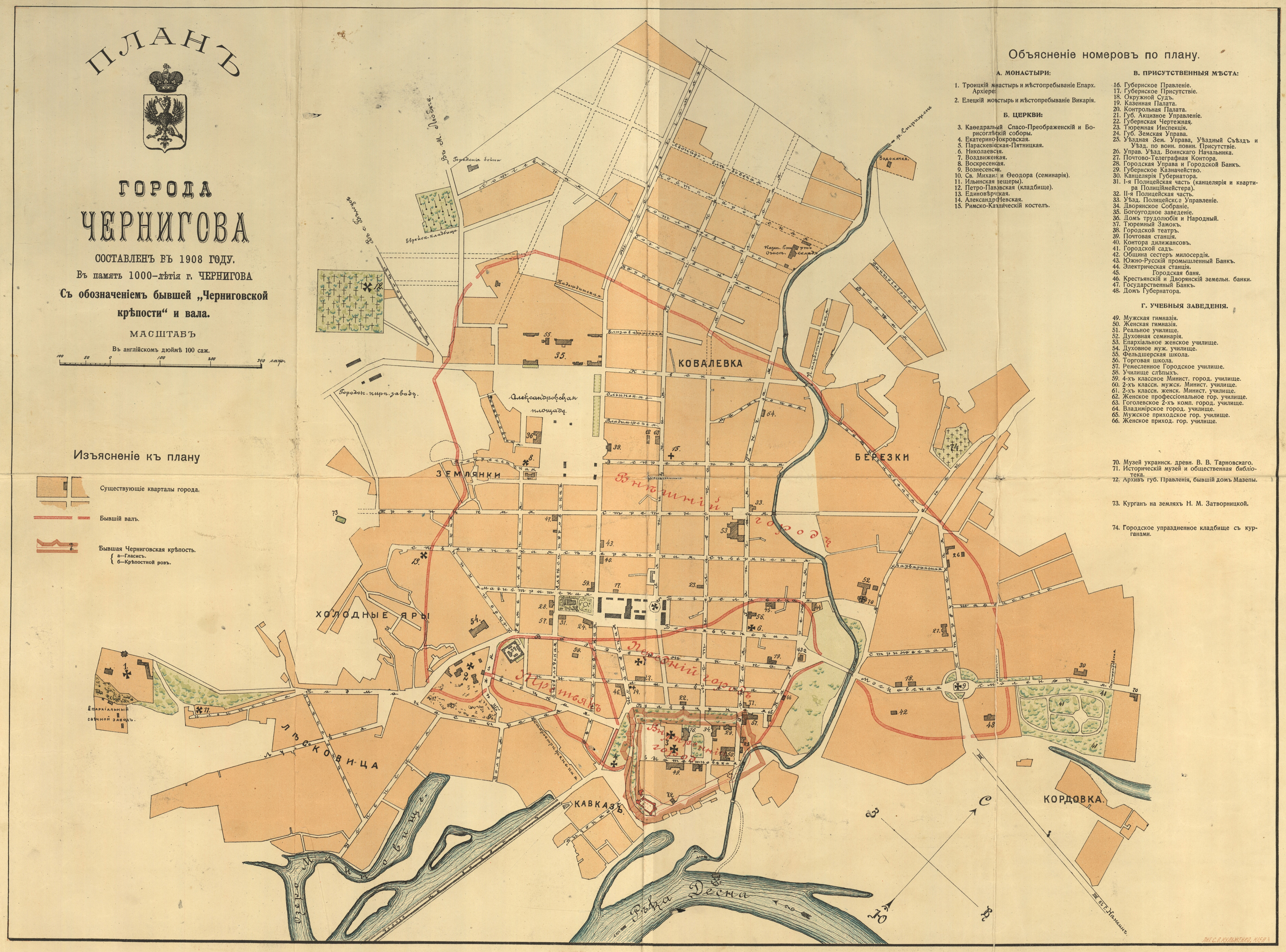
План города Чернигова 1908 года

### Гражданская война
После Февральской революции 1917 года в Чернигове созданы отряды Свободного Казачества, и власть перешла в руки Украинской Центральной рады. При украинской власти началась украинизация (издательство «Сиверянская мысль», дневник губернского земства «Черниговщина», орган губернского Совета Крестьянских Депутатов «Народное Слово», украинские школы и т. д.).
1 февраля 1918 года в городе провозглашена Советская власть, однако уже 12 марта 1918 года австро-германские войска захватили Чернигов и город вернулся под власть правительства Украинской Народной Республики. В мае 1918 года в Чернигове создан подпольный губернский комитет большевистской партии и губревком, начала выпускаться подпольная газета «Рабочий и крестьянин». 14 декабря 1918 года началось вооружённое восстание жителей Чернигова, которое было жестоко подавлено. Вскоре на смену гетманцам пришла петлюровская Директория. 10 января 1919 года Богунский полк под командованием Николая Щорса занял позиции северо-восточнее города, а Таращанский полк под командованием Василия Боженко — с юго-востока. В итоге 12 января 1919 года город был взят большевиками.
Летом 1919 года на территорию Украины вошли отряды Добровольческой армии под командованием А. И. Деникина. 30 августа деникинцы захватили Киев. 10 сентября части Красной армии начали контрнаступление из Чернигова на Киев — был занят Козелец. Но получив подкрепление, деникинцы снова перешли в наступление и 12 октября захватили Чернигов. Однако уже 7 ноября 1919 года части Красной Армии отбили город и окончательно установили Советскую власть.
По данным переписи 1926 года, украинцы составляли 57,0 % населения Чернигова, евреи — 30,1 %, русские — 10,4 %, поляки — 0,7 %. Украинский язык родным назвали 30,3 % населения, еврейский — 24,7 %, русский — 42,9 %, польский — 0,4 %.

### Вторая мировая война
Бои за Чернигов начались 28 августа 1941 года, когда 2-я армия вермахта (командующий: М. фон Вейхс) начала наступление из района Гомеля на оборонявшие город части 5-й армии Юго-Западного фронта (командующий: М. И. Потапов). Одновременно зажимая в тиски 21-ю армию Брянского фронта, восточнее продвигались части танковой группы Гудериана, в направлении на Конотоп. Тогда же немецкая авиация подвергла Чернигов массированным бомбардировкам. Были разрушены все промышленные предприятия, культурно-просветительские и медицинские учреждения, многие архитектурные и исторические памятники, свыше 70 % жилого фонда.
В состав советской 5-й армии, непосредственно участвовавшие в боях за город входили: 15-й стрелковый корпус (командир: полковник М. И. Бланк), остатки (без танков) 9-го механизированного корпуса (командир: генерал-майор А. Г. Маслов), а также переброшенные на усиление части 1-го воздушно-десантного корпуса, в частности, 204-я воздушно-десантная бригада.
В ночь на 9 сентября 1941 года гитлеровцы захватили Чернигов. Началась двухлетняя оккупация, сопровождавшаяся массовыми расстрелами и отправкой на принудительные работы в Германии мирных граждан.
Бои за освобождение Чернигова начались в середине сентября 1943 года и осуществлялись соединениями и частями армий Центрального фронта: 13-й армии генерал-лейтенанта Н. П. Пухова, 61-й армии генерал-лейтенанта П. А. Белова (передана фронту из резерва Ставки ВГК 6 сентября), при поддержке 16-й воздушной армии генерал-лейтенанта авиации С. И. Руденко. Черниговско-Припятская фронтовая наступательная операция советских войск Центрального фронта под командованием генерала армии К. К. Рокоссовского осуществлялась как составная часть Черниговско-Полтавской стратегической операции — первого этапа битвы за Днепр в Великой Отечественной войне.
8 сентября 76-я гвардейская стрелковая дивизия выступила из района Орла под Чернигов. За трое суток непрерывного наступления она продвинулась на 70 км и на рассвете 20 сентября подошла к деревне Товстолес, в трёх километрах северо-восточнее Чернигова, а затем, 21 сентября 1943 года, овладев городом и после трёхдневных упорных боёв областью, продолжила наступление на запад. Приказом Верховного Главнокомандующего от 21 сентября 1943 года № 20 дивизии была объявлена благодарность и присвоено почётное наименование «Черниговская».
Имена воинов-героев и прославленных военачальников увековечены в названиях улиц города.
Война превратила Чернигов в сплошные руины. Было полностью уничтожено 50 и сильно разрушено 57 промышленных сооружений, разрушено железнодорожное хозяйство, электростанция, радиоузел, телефонная связь. В результате военных действий город лишился 70 % жилого фонда.
Все это необходимо было восстанавливать. Призыв поднять из руин Чернигов нашёл горячий отклик и поддержку среди населения — областной центр начал отстраиваться практически заново. Уже в конце 1943 года начались занятия в школах, а в 1944 году — в учительском институте. В 1946 году в Чернигов вернулись эвакуированные в Уфу экспонаты музея М. М. Коцюбинского. В 1948 году население города обслуживал 91 врач и 279 работников из числа среднего медицинского персонала. 1949 год — снова заработала фабрика музыкальных инструментов. В 1950 году был построен железнодорожный мост через Десну, а в 1951 году открыт железнодорожный вокзал. В 1956 году Чернигов начал получать природный газ и в 1957 году началось строительство завода по производству химических волокон.

### После Второй мировой войны
После Второй мировой войны Чернигов отстроен по генеральному плану (1945, 1958 и 1968) и реконструирован. Центр города совершенно перестроен в 1950—1955 годах (архитекторы П. Буклавский, И. Ягодовский): возникли новые улицы, построены новые кварталы, зазеленели новые бульвары, скверы и парки. Основные магистрали города застраиваются 3—5-этажными домами.
В ходе четвёртой пятилетки из пепла и руин подняты цеха промышленных предприятий города, созданы новые предприятия, воссоздан железнодорожный вокзал, мосты через реку Десну, речной порт. Промышленность Чернигова достигла довоенного уровня в начале 1950-х годов.
Важным событием в культурной жизни города стало открытие в 1959 году нового здания театра им. Т. Г. Шевченко (архитекторы С. Фридлин и С. Тутученко).
В декабре 1959 года начал работу черниговский завод синтетического волокна (Черниговхимволокно). В сентябре 1960 года произвёл первый набор студентов Черниговский филиал Киевского политехнического института (сейчас Черниговский национальный технологический университет). В 1961 году введена в эксплуатацию первая турбина новой Черниговской ТЭЦ. В 1970 году открыл свои двери новый Дворец пионеров (сейчас Дворец школьников). В 1975 году открылся торговый центр «Дружба», в 1976 году — кукольный театр.
Промышленный рост города привёл к тому, что к 1979 году количество населения возросло до 240 тыс.
В 1980 году был разработан новый план реконструкции Чернигова. В ходе его реализации возведён гостинично-ресторанный комплекс «Градецкий» (1981), кинотеатр «Победа» (1984), начато строительство средней школы № 12 и издательского комплекса «Десна».
Население Чернигова росло быстро: 1959 год — 90 тыс. (украинцы составляли 69 %, русские — 20 %, евреи — 8 %, поляки — 1 %), 1970—159 тыс., 1980—245 тыс. человек. К 1982 году численность населения достигла 257 тыс. человек.
В 1986 году произошла самая страшная трагедия, которую довелось пережить Чернигову за весь послевоенный период — авария на Чернобыльской АЭС. Расстояние от города до АЭС — всего 80 км. И хотя Чернигов не попал в зону радиоактивного заражения, многие жители города, приняв участие в ликвидации, отдали свои жизни и здоровье. В ознаменование десятилетия этой общенародной трагедии на Аллее Героев установлен бронзовый памятник.
По данным переписи 1989 года, украинцы составляли 80,2 % населения Чернигова, русские — 15,8 %. Украинский язык родным назвали 65,5 % черниговцев, русский — 33,1 %.
По данным переписи 2001 года, население города составляло 299 038 человек. Украинцы составляли 86,27 % населения города, русские — 10,63 %, белорусы — 1,15 %. Украинский язык родным назвали 74,01 % черниговцев, русский — 24,50 %.

### Российско-украинская война

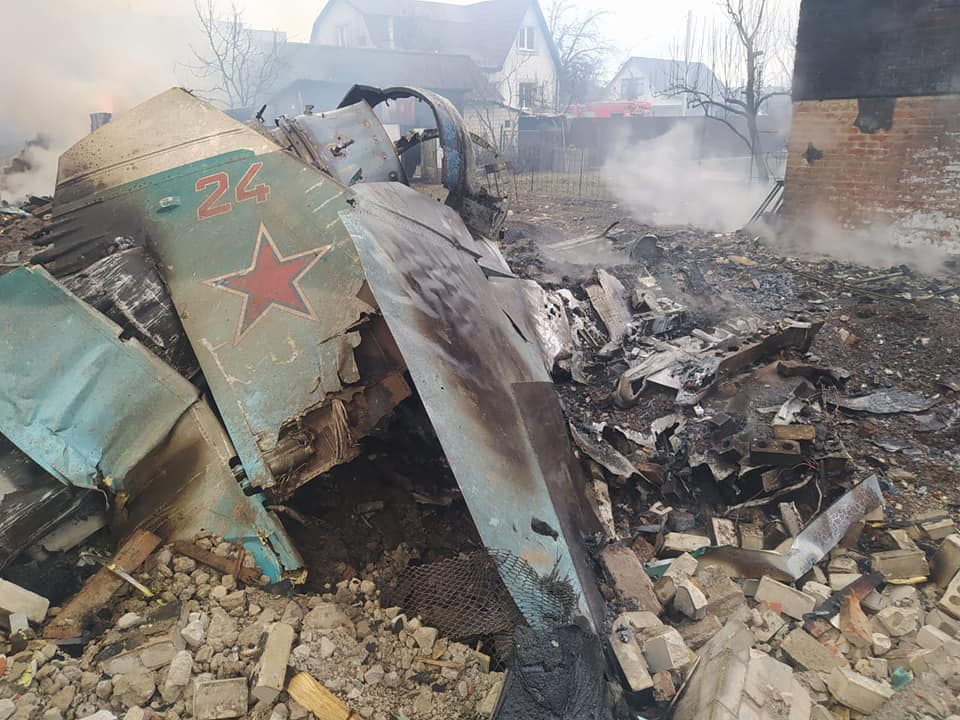
Обломки российского Су-34, бортовой номер «24 Красный», сбитого над Черниговом

Во время вторжения России на Украину в 2022 году Чернигов стал одним из наиболее пострадавших городов Украины. С самого начала войны российские войска подступили к городу и, не имея возможности его захватить, начали массированный обстрел его гражданской инфраструктуры авиацией и артиллерией. 3 марта в результате российского авиаудара по улице Черновола погибли 47 мирных жителей Чернигова. 6 марта президент Украины Владимир Зеленский с целью отмечания подвига, массового героизма и стойкости граждан при отпоре вооруженной агрессии Российской Федерации присвоил Чернигову почётное звание «Город-герой Украины». 16 марта от обстрелов российских войск в Чернигове погибли не менее 17 человек, стоявших в очереди за хлебом. Обстрелы продолжились и на следующий день.
Из-за вторжения России город были вынуждены покинуть две трети жителей. 23 марта был разрушен последний мост, и эвакуация прекратилась. По состоянию на 26 марта от действий вооруженных сил России погибли свыше 200 мирных жителей Чернигова. По состоянию на 17 апреля 2022 года в Черниговской области из-за вторжения России погибли 54 ребёнка. По данным журнала The New Yorker, в Чернигове гибли около 50 человек в день. По оценке мэра города Владислава Атрошенко, в некоторых районах город разрушен на 70 %. Во время боевых действий вода была только в некоторых районах города, электроэнергии не было нигде.
19 августа 2023 года российская армия нанесла ракетный удар по Черниговскому областному музыкально-драматическому театру. Погибли 7 человек (в том числе 1 ребёнок), 148 (в том числе 15 детей) пострадали.

## Население
| 2006    | 2015     | 2020     |
| ------- | -------- | -------- |
| 299 609 | ↘294 522 | ↘286 899 |

Численность населения города по данным на 1 июля 2024 года составляет 274,9 тысяч зарегистрированных жителей.
| 1786 | 1801 | 1844 | 1860 | 1897 | 1913 | 1926 | 1933 | 1939 | 1959 | 1970 | 1979 | 1989 | 2001 | 2006 | 2009 | 2012  | 2014  |
| ---- | ---- | ---- | ---- | ---- | ---- | ---- | ---- | ---- | ---- | ---- | ---- | ---- | ---- | ---- | ---- | ----- | ----- |
| 6    | 4    | 12   | 14   | 27   | 32   | 35   | 41   | 69   | 90   | 159  | 238  | 296  | 305  | 300  | 300  | 296,5 | 295,7 |

По данным переписи 1926 года, украинцы составляли 57,0 % населения Чернигова, евреи — 30,1 %, русские — 10,4 %, поляки — 0,7 %.
По данным переписи 1989 года, украинцы составляли 80,2 % населения Чернигова, русские — 15,8 %.
По данным переписи 2001 года украинцы составляли 86,27 % населения города, русские — 10,63 %, белорусы — 1,15 %.

### Языковой состав

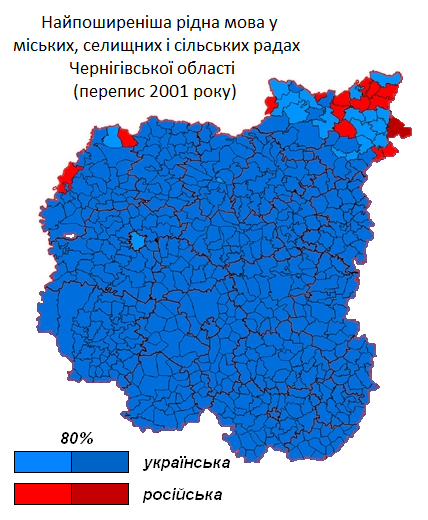
Языковая карта Черниговской области по переписи 2001 года.

Родной язык населения по данным переписи 1897 года:
| Язык                       | Численность, чел. | Доля     |
| -------------------------- | ----------------- | -------- |
| Украинский («малорусский») | 10 085            | 36,39 %  |
| Идиш («еврейский»)         | 8 780             | 31,68 %  |
| Русский («великорусский»)  | 7 985             | 28,81 %  |
| Польский                   | 374               | 1,35 %   |
| Другие                     | 492               | 1,77 %   |
| Итого                      | 27 716            | 100,00 % |

По данным переписи 1926 года, украинский язык родным назвали 30,3 % населения города, русский — 42,9 %, еврейский — 24,7 %, польский — 0,4 %.
По данным переписи 1989 года, украинский язык родным назвали 65,5 % населения Чернигова, русский — 33,1 %.
Родной язык населения по данным переписи 2001 года:
| Язык       | Численность, чел. | Доля     |
| ---------- | ----------------- | -------- |
| Украинский | 221 322           | 74,01 %  |
| Русский    | 73 277            | 24,50 %  |
| Другое     | 4 439             | 1,49 %   |
| Итого      | 299 038           | 100,00 % |

Украинский язык является основным и единственным официальным языком Чернигова.
Вторжение России на Украину спровоцировало новую волну украинизации в Чернигове, всё больше людей предпочитают говорить на украинском языке. Согласно опросу, проведённому Международным республиканским институтом в апреле-мае 2023 года, на украинском дома разговаривали 53 % населения города, на русском — 41 %.
18 июля 2023 года указом начальника Черниговской городской военной администрации в Чернигове утверждены «Правила обеспечения в городе Чернигов благоустройства, чистоты и порядка, соблюдения тишины в общественных местах, на период действия правового режима военного положения и 30 дней после его прекращения или отмены». Среди них содержатся пункты о запрете использовать русский язык на наружной рекламе (7.1.1), любых вывесках и информационных табличках (7.28), а также запрет на публичное использование русскоязычного культурного продукта (8.13).
Согласно опросу, проведённому Международным республиканским институтом в апреле-мае 2024 года, на украинском дома разговаривал 71 % населения города, на русском — 55 % (в отличие от опроса 2023 года был разрешён выбор нескольких вариантов).
По данным Государственной службы статистики Украины в 2023/24 учебном году все 89 872 учащихся в учреждениях общего среднего образования в Черниговской области обучались в украиноязычных классах.

## Символика
У Чернигова есть свои герб, флаг, гимн и туристический логотип, которые отражают статус города.
Герб города Чернигова утверждён 1 декабря 1992 года Черниговским городским советом. Он состоит из серебряного щита, на котором расположен чёрный коронованный орёл с золотым клювом и лапами. Орёл держит левой лапой по диагонали золотой крест. Базой для герба стал герб Чернигова и всей Черниговщины XVIII—XIX веков.

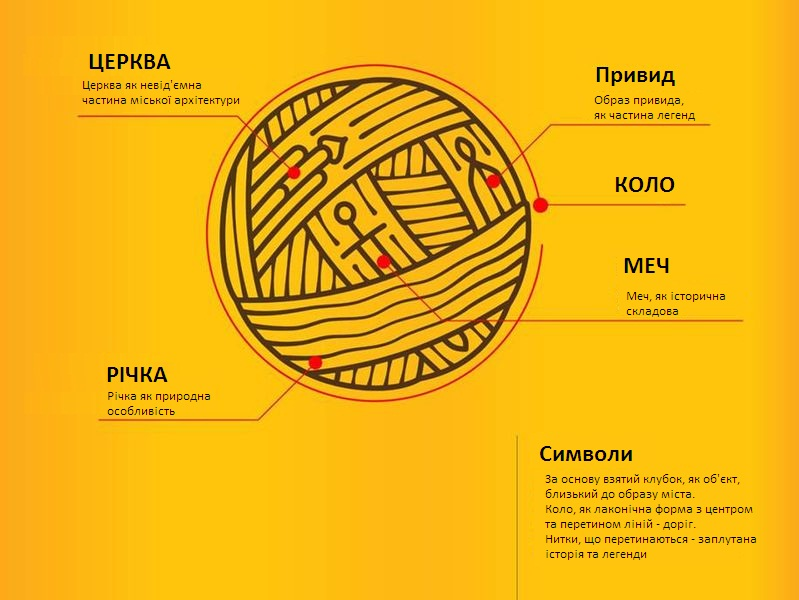
Описание логотипа Чернигова

Флаг Чернигова утверждён 26 июня 2008 года Черниговским горсоветом. Представляет собой прямоугольное белое полотнище соотношения 2 к 3, в центре которого расположен чёрный одноглавый коронованный орёл, который левой лапой держит золотой крест. Автор флага — заслуженный деятель искусства Украины Борис Дедов. По замыслу художника, флаг отображает исторические эпохи развития города от казацких времён и содержит основной элемент герба Чернигова. Флаг используется на всех официальных городских мероприятиях.
Гимн Чернигова, утверждённый в 2010 году, был определён по итогам общегородского конкурса, который длился больше года. Лучший образец гимна города был избран из 20 заявок. Авторами Гимна территориальной общины Чернигова являются музыкант Анатолий Ткачук и поэт Иван Буренко.

## Климат
Климат района атлантико-континентальный с непродолжительной умеренно-мягкой зимой и тёплым продолжительным летом.
Наибольшее месячное количество осадков — 119 мм (1947 год), среднее количество осадков тёплого периода — 359 мм, холодного — 180 мм. Суммарное испарение с поверхности суши — 540 мм. Стойкий снеговой покров наблюдается со 2 ноября по 9 февраля, высота снегового покрова колеблется от 7 до 42 см (средняя — 19 см). Число дней со снеговым покровом — 95—110. Глубина промерзания грунта — от 24 до 141 см.
Доминирующие ветры: в тёплый период — северо-западный (17,7 %), в холодный период — юго-восточный (15 %). Максимально возможные скорости ветра: 17 м/с — ежегодно, 20—21 м/с — 1 раз за 5—10 лет, 22—23 м/с — за 15—20 лет.
По расчётам температура наиболее холодной пятидневки составляет −22 °C, продолжительность отопительного периода — 191 суток, при его средней температуре −1,7 °C.
Максимальная температура воздуха для этого региона была зафиксирована в июле 2010 года — +40,8 °C.
Минимальная температура воздуха была зафиксирована в январе 2003 года — −32,4 °C.
| Показатель                       | Янв. | Фев. | Март | Апр. | Май  | Июнь | Июль | Авг. | Сен. | Окт. | Нояб. | Дек. | Год |
| -------------------------------- | ---- | ---- | ---- | ---- | ---- | ---- | ---- | ---- | ---- | ---- | ----- | ---- | --- |
| Средний суточный максимум, °C    | −3   | −2   | 3    | 12   | 19   | 22   | 23   | 22   | 17   | 11   | 3     | −1   | 11  |
| Средняя температура, °C          | −7,1 | −5,6 | −0,6 | 7,8  | 14,5 | 17,6 | 18,7 | 17,7 | 12,8 | 6,8  | 1,2   | −3,3 | 6,7 |
| Средний суточный минимум, °C     | −8   | −7   | −2   | 3    | 8    | 12   | 13   | 12   | 8    | 3    | −1    | −5   | 3   |
| Норма осадков, мм                | 42   | 36   | 35   | 42   | 45   | 79   | 80   | 67   | 43   | 35   | 48    | 47   | 599 |
| Источник: METEOPROG.UA[уточнить] |      |      |      |      |      |      |      |      |      |      |       |      |     |

## Административно-территориальное деление
Административно, с 1973 года, Чернигов разделён на два района: Деснянский и Новозаводской.

## Экономика

### Промышленность
Ведущие отрасли промышленного сектора Чернигова: химическая, лёгкая, пищевая, строительных материалов и деревообрабатывающая.
Основные черниговские предприятия:
- «Черниговский завод радиоприборов „ЧеЗаРа“»;
- Черниговский автозавод (автобусы марки «Дельфин», «Эталон»).

Химическая промышленность
- ОАО «Черниговское химволокно»;
- ТОВ «Витротекс»;
- АТЗТ «Черниговфильтр».

Лёгкая промышленность
- ОАО «Черниговшерсть»;
- ПАО Фабрика «Ярославна» — бывшая Швейная фабрика им. 8 марта;
- ЗАО «КСК Чексил»;
- ЗАО фирма «Сиверянка»;
- Черниговская обувная фабрика «Берегиня».

Пищевая промышленность
- Черниговский ликёро-водочный завод;
- ЧПТП «Джи-Эн-Эл»[источник не указан 1396 дней];
- ЗАО пивкомбинат «Десна»;
- ОАО «Кондитерская фабрика „Стрела“»;
- ЗАО «Черниговский мясокомбинат» (закрыт);
- ЗАО «Ритм»;
- ЗАО «Черниговрыба»;
- ТОВ «Нивки» (закрыт, банкрот);
- ПАО «Продовольственная компания „Ясен“»[источник не указан 1396 дней];
- ТОВ «Черниговская маслосырбаза»[источник не указан 1396 дней];
- ЭФЕС «Наша Булочка»[источник не указан 1396 дней].

Промышленность строительных материалов и строительство
- ТОВ «Черниговский завод строительных материалов»;
- ЗАО «Черниговстрой»;
- ЗАО кирпичный завод № 3;
- ЗАО «УкрСиверСтрой».

Прочие предприятия
- Черниговский завод специального автотранспорта;
- ОАО «Котельный завод „Колвиэнергомаш“»[источник не указан 1396 дней];
- НПО «Группа компаний МАГР»[источник не указан 1396 дней];
- ЗАО «Картонажно-полиграфическая фабрика»[источник не указан 1396 дней];
- ТОВ «Украинская деревообрабатывающая фабрика»[источник не указан 1396 дней].

### Топливо и энергетика
- Черниговторф;
- Черниговская ТЭЦ;
- ЧАО «Облтеплокоммунэнерго»;
- Черниговоблэнерго;
- Черниговгаз.

### Сфера обслуживания

Гостиница «Профсоюзная»

Основные гостиницы города (на 1 января 2012 года):
- Гостиница «Профсоюзная» (ул. Шевченко, 105 а);
- Парк-отель «Чернигов» (ул. Шевченко, 103 а);
- Гостиница «Градецкий» (проспект Мира, 68 а);
- Гостиница «Украина» (проспект Мира, 33);
- Гостиница «Спорт» (ул. Шевченко, 21);
- Спортивно-оздоровительный комплекс (ул. Набережная, 31);
- Гостиница «Брянск» (ул. Шевченко, 103) закрыта полностью. Национализирована в 2015 году, передана пенитенциарной службе, по не проверенным данным будет школа милиции;
- Гостиница «Придеснянская» (ул. Шевченко, 99 a);
- Гостиница туристического комплекса «Золотой берег» (ул. Береговая, 30);
- Гостиница «Берёзки» (ул. Кольцевая, 16).

### Транспорт
В городе есть речные порт и вокзал, аэропорт, 2 вокзала (автобусный и железнодорожный), 2 автостанции, автопарк (ОАО «Черниговавтосервис»), таксопарк (ОАО «Таксосервис»), троллейбусное депо (Черниговское троллейбусное управление). Пассажирские перевозки характеризуются разветвлённой маршрутной сетью: 46 автобусными и 9 троллейбусными маршрутами. С 2000 года в когорту перевозчиков вошли частные предприниматели. Маршрутная сеть значительно расширилась и охватила все районы города, доехать к которым можно практически без пересадок.
Железнодорожный транспорт

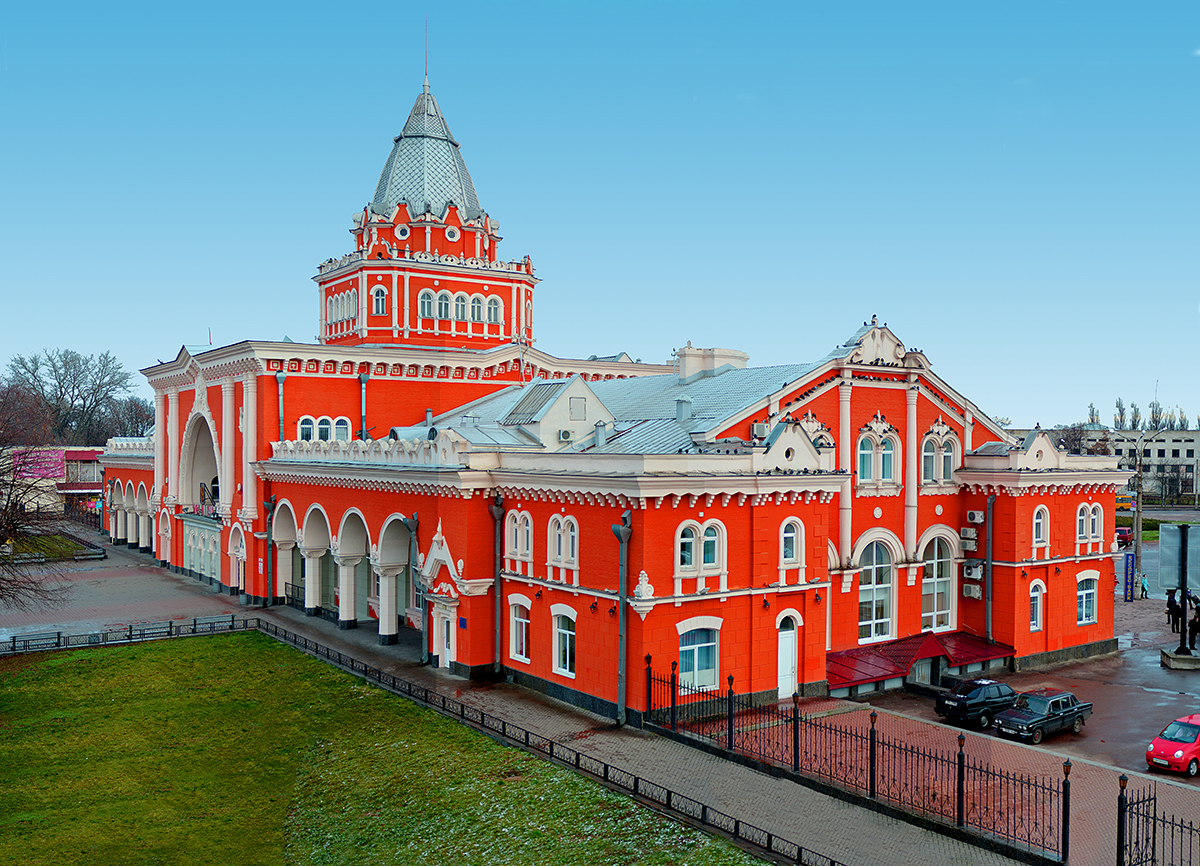
Черниговский железнодорожный вокзал

Станция «Чернигов» и депо «Чернигов» Юго-Западной железной дороги осуществляет перевозки в трёх направлениях на: Нежин, Гомель и Овруч (Янов — после аварии на ЧАЭС). По данным на 2006 год объёмы перевозок грузов составляют 84 737 вагонов в год. Каждый год перевозится свыше 4,5 млн пассажиров.
Автомобильный транспорт
Современный автомобильный транспорт Чернигова осуществляет международные, междугородние, пригородные и внутригородские пассажирские перевозки. Представлен автобусами марок Эталон, ЛАЗ, Икарус, ПАЗ, Mercedes, Neoplan, Karosa и другие.
- Автовокзал (проспект Победы, 3), удобно для пассажиров, расположен на Привокзальной площади рядом с железнодорожным вокзалом — международное сообщение в Белоруссию, междугородное сообщение (прямое и транзитное);
- автостанция № 2 (улица Муринсона, 27) — обеспечивает пригородное сообщение в северо-западном направлении;
- автостанция № 3 (улица Всехсвятская) — обеспечивает пригородное сообщение в восточном и западном направлениях.

Общественный транспорт

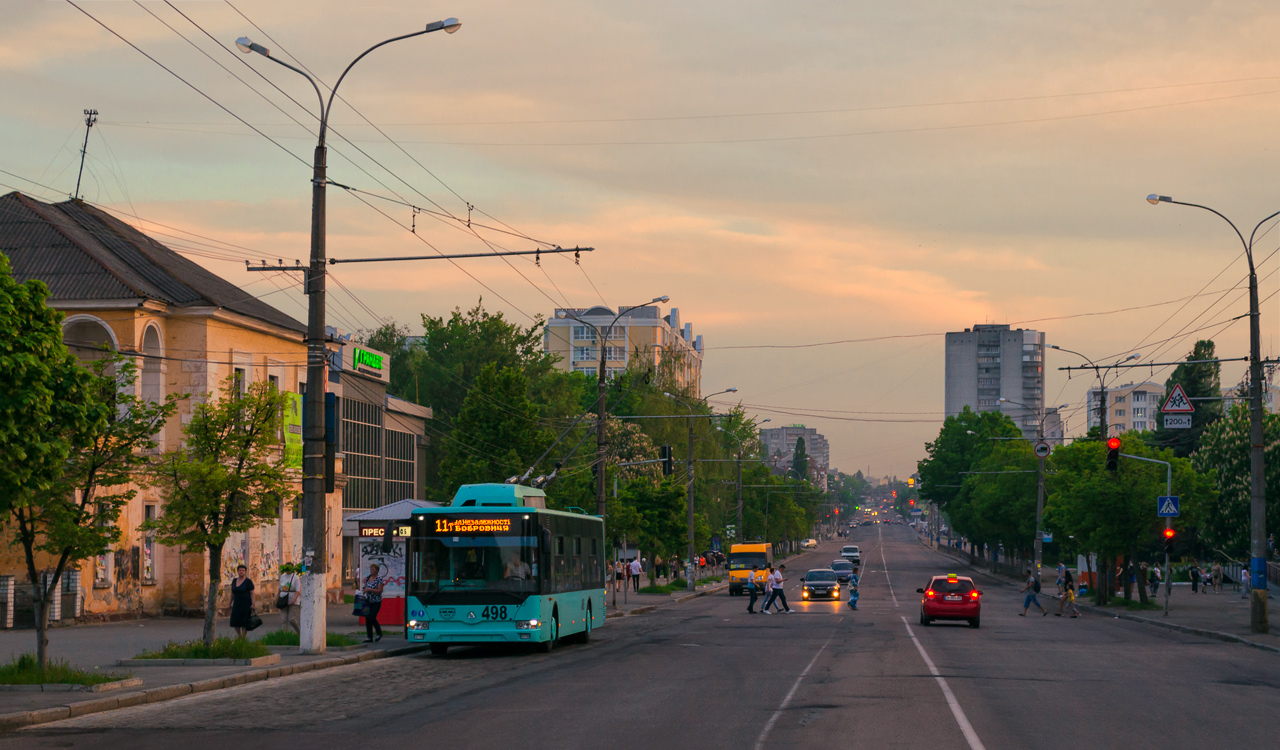
Черниговский тролейбус

- В 2018 году в городе насчитывается 47 маршрутов — 10 троллейбусных и 37 автобусных.

5 ноября 1964 года в городе пущен троллейбус — налажено движение 4 машин по два МТБЭС и ЗиУ-5 на 22-километровом участке. Новый, экологически чистый и дешёвый вид транспорта пришёлся по душе не только жителям, но и руководителям города. В последующие годы сеть неуклонно росла и развивалась, регулярно обновлялся подвижной состав, планировалось открытие второго троллейбусного депо.
На 2018 год в городе насчитывалось 10 троллейбусных маршрутов.
В настоящее время 70 % общего объёма перевозок пассажиров приходится на долю КП «Черниговское троллейбусное управление», которое перевозит все льготные категории населения. 
Речной транспорт

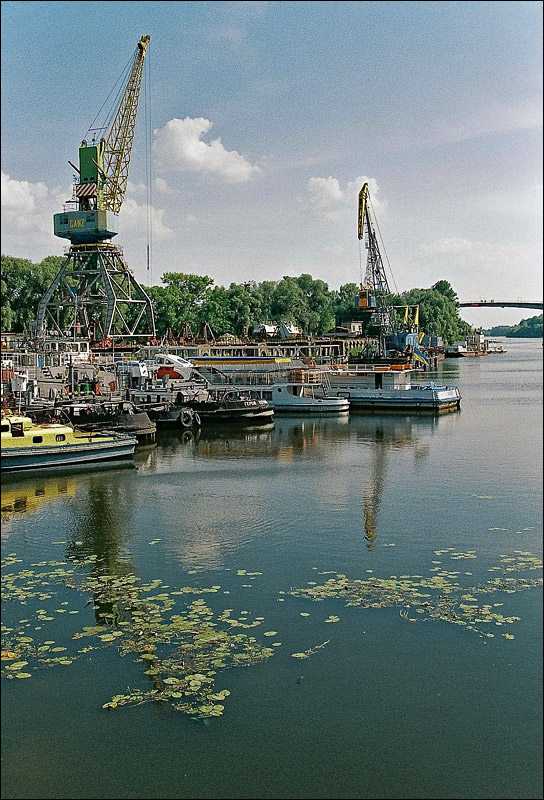
Черниговский речной порт

Чернигов расположен на правом берегу реки Десна, судоходная часть которой составляет 315 км. В городе имеется речной вокзал и грузовой порт.
В 2006 году было перевезено 356,2 тыс. т. грузов и 22,1 тыс. пассажиров.
Воздушный транспорт
Первым в городе был оборудован грунтовый аэродром «Колычёвка». С его лётного поля осуществлялись прямые и транзитные рейсы малой авиации (Ан-2, Ан-24 и др.) в Москву, Киев и ближайшие к Чернигову областные центры. Пассажиры добирались в Колычёвку самостоятельно, но со временем от нового здания городского агентства Аэрофлота стали ходить специальные автобусы по маршруту «Чернигов-Аэропорт». Однако регистрация всё равно проводилась в маленьком одноэтажном здании аэропорта «Колычёвка». С аэродрома осуществлялись полёты санитарной и сельскохозяйственной авиации по области. Слабым местом оставалась грунтовая ВПП. Рейсы Ан-24Б и Ан-24РВ из Москвы в распутицу принимал военный аэродром Черниговского высшего военного авиационного училища лётчиков; пассажиров (из-за секретности объекта) сажали в автобус, подаваемый к трапу самолёта, и везли без остановок к зданию агентства «Аэрофлота» в центре Чернигова.
Численность населения областного центра росла, старый аэропорт уже не обеспечивал должного объёма перевозок, а грунтовая ВПП способствовала частой отмене и задержке рейсов. В 1980-х годах построили новый аэропорт в Шестовице. Из-за пересечения воздушных трасс гражданских и военных самолётов полётами в целях безопасности руководил военный авиадиспетчер со своего командного пункта. Аэродром в Шестовице — современное сооружение с твёрдой ВПП, зажатой между двумя крупными дорогами, — был оборудован современным аэровокзалом. Его возможности использовались не полностью, а последовавший распад СССР и близость Киева сделали аэродромы нерентабельными. Первым перестал действовать аэродром в Колычёвке: полёты сельхозавиации стали дорогими, а санитарную авиацию «пересадили» на автотранспорт. Время доставки пациентов из Новгород-Северского района (и не только) увеличилось. Аэропорт Шестовица пытался адаптироваться к новым условиям, но его неудачное расположение поспособствовало тому, что аэропорт был законсервирован. Закрытие лётного училища привело к полному прекращению авиаперевозок (военный аэродром был оборудован лучше гражданских, но и он не нашёл применения в повседневной жизни страны).

## Образование и наука

### Высшие учебные заведения
- Черниговский национальный технологический университет;
- Черниговский национальный педагогический университет имени Т. Г. Шевченко — старейшее высшее учебное заведение города;
- Черниговское высшее военное авиационное училище лётчиков, с 1 октября 1959 года ВУЗ. Среди выпускников 11 космонавтов, в том числе — первый космонавт независимой Украины.

| №      | Имя                            | Примечание                                                                                         |
| ------ | ------------------------------ | -------------------------------------------------------------------------------------------------- |
|        | Николаев, Андриян Григорьевич  | космонавт, дважды Герой Советского Союза                                                           |
|        | Иванишин, Анатолий Алексеевич  | российский космонавт, Герой России                                                                 |
|        | Каденюк, Леонид Константинович | первый космонавт независимой Украины, Герой Украины                                                |
|        | Кизим, Леонид Денисович        | космонавт, дважды Герой Советского Союза                                                           |
|        | Климук, Пётр Ильич             | космонавт, дважды Герой Советского Союза                                                           |
|        | Левченко, Анатолий Семёнович   | космонавт, Герой Советского Союза                                                                  |
|        | Попов, Леонид Иванович         | космонавт, дважды Герой Советского Союза                                                           |
|        | Романенко, Роман Юрьевич       | космонавт, Герой Российской Федерации, сын дважды Героя Советского Союза космонавта Юрия Романенко |
|        | Романенко, Юрий Викторович     | космонавт, дважды Герой Советского Союза                                                           |
| 65/205 | Соловьёв, Анатолий Яковлевич   | космонавт, Герой Советского Союза (5 полётов в космос)                                             |
|        | Титов, Владимир Георгиевич     | космонавт, Герой Советского Союза                                                                  |

- Черниговский государственный институт экономики и управления;
- Европейский университет Черниговский филиал;
- Черниговский государственный институт права, социальных технологий и труда (присоединён к технологическому университету);
- Черниговский институт информации, бизнеса и права (ЧИИБиП);
- Украинско-российский институт (филиал МГОУ);
- Киевский славистический университет в Чернигове.

### Училища
- «Черниговское музыкальное училище им. Л. Н. Ревуцкого»;
- «Черниговское высшее профессиональное училище бытового обслуживания»;
- «Черниговское высшее профессиональное училище»;
- «Черниговский профессиональный строительный лицей»;
- «Черниговский профессиональный лицей деревообрабатывающей промышленности»;
- «Черниговский профессиональный лицей химической промышленности» (присоединено к черниговскому профессиональному строительному лицею);
- «Черниговский центр профессионально-технического образования»;
- «Черниговский учебный центр № 44»;
- «Черниговский профессиональный лицей быта»;
- «Черниговский профессиональный лицей железнодорожного транспорта» (ЧПЛЖТ);
- «Черниговский базовый медицинский колледж» (ЧБМК).

### Научные центры
- Институт сельскохозяйственной микробиологии и агропромышленного производства Национальной академии аграрных наук Украины (1969 год);
- Всесоюзный НИИ машин для изготовления синтетического волокна;
- Филиал Всесоюзного НИИ нефтегазгеологоразведки (Украинский государственный геологоразведывательный институт (УГГИ)).

## Здравоохранение

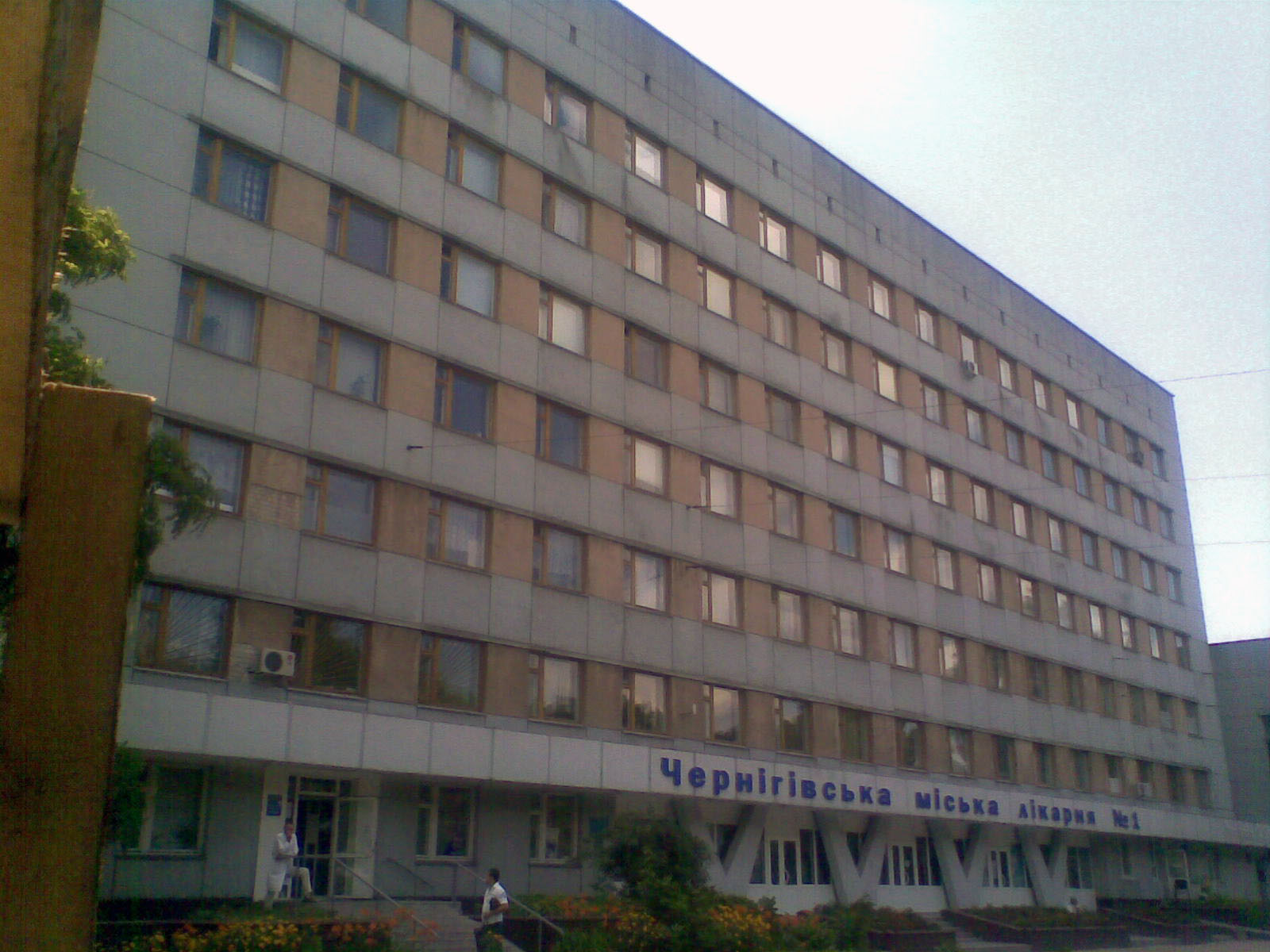
Современное здание поликлинического отделения (постройка конца 1970-х годов) Городской больницы № 1

К 1940 году в городе создана сеть медицинских учреждений. Построены и оборудованы новые корпуса городской больницы, открыто 6 поликлиник и 13 медпунктов.
В послевоенные годы сеть была не только восстановлена, но и преумножена. В 1951 году построена Черниговская областная больница и другие.
К началу 2010 года в городе развёрнуты:
- Черниговский военный госпиталь;
- узловая больница железнодорожной станции Чернигов (на балансе Юго-Западной железной дороги);
- больница и амбулатория управления министерства внутренних дел Украины (на балансе УМВД).

Отдел здравоохранения черниговской областной государственной администрации
Министерство здравоохранения Украины в Чернигове имеет следующую структуру:
- Черниговская областная больница (открыта в 1951 году);
- Черниговский областной объединённый родильный дом (для населения города и области);
- Черниговская областная детская больница (открыта в 1974 году);
- Областной центр (спец. диспансер) радиационной защиты населения;
- Черниговский областной онкологический диспансер;
- Черниговский областной кардиологический диспансер;
- Черниговский областной психоневрологический диспансер;
- Черниговский областной противотуберкулёзный диспансер;
- Черниговский областной кожновенерологический диспансер;
- Черниговский областной наркологический диспансер;
- Черниговская областная станция переливания крови;
- Черниговская областная санитарно-эпидемиологическая станция;
- Областная поликлиника (при черниговской областной больнице);
- Областная детская поликлиника (при черниговской областной детской больнице);
- Центральная районная больница (для населения Черниговского района, областной центр Чернигов не относится к Черниговскому району);
- Черниговский районный родильный дом (для населения Черниговского района);
- Районная санитарно-эпидемиологическая станция;
- Районная поликлиника Черниговского района (при центральной районной больнице).

Управление охраны здоровья черниговского городского совета
- Черниговская станция скорой помощи;
- Черниговская городская санитарно-эпидемиологическая станция;
- Городская больница № 1;
- Городская больница № 2;
- Городская больница № 3 (бывшая медико-санитарная часть черниговского радиоприборного завода, МСЧ ЧРПЗ);
- Городская больница № 4 (бывшая медико-санитарная часть объединения «Химволокно»);
- Поликлиника № 1 (первое поликлиническое отделение) — памятник архитектуры, институт физических методов лечения начала XX века;
- Поликлиника № 2 (поликлиническое отделение в составе городской больницы № 2);
- Поликлиника № 3 (поликлиническое отделение в составе городской больницы № 1);
- Поликлиника № 4 (поликлиническое отделение в составе городской больницы № 4);
- Поликлиника № 5;
- Поликлиника МСЧ ЧРПЗ;
- Женская консультация № 1;
- Женская консультация № 2 (в составе объединённого родильного дома, реорганизована в центр планирования семьи);
- Детская городская поликлиника № 1;
- Детская городская поликлиника № 2.

## Религия

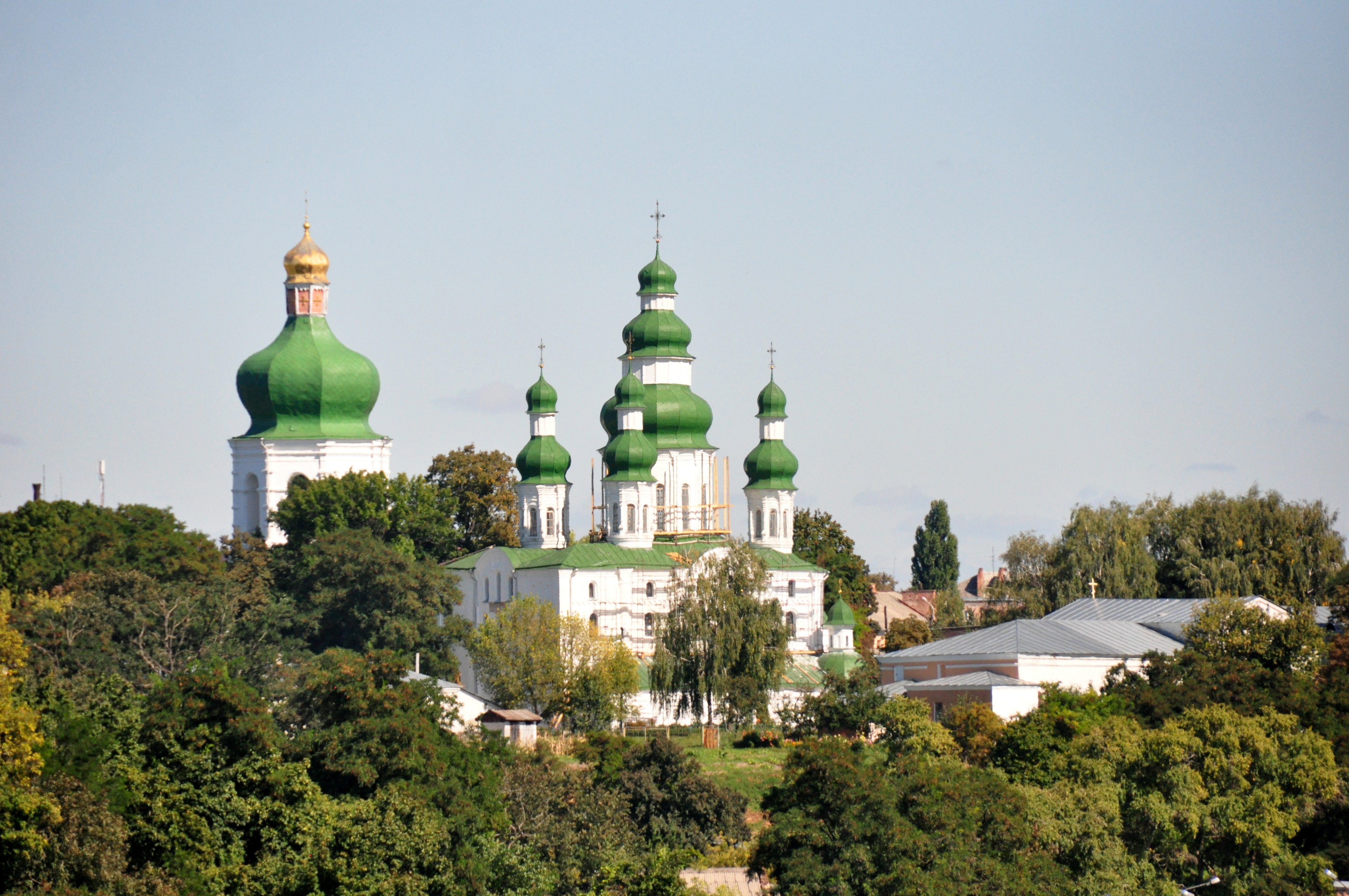
Елецкий Успенский монастырь

Из древних церквей Чернигова примечательны Успенский собор Елецкого монастыря и Спасо-Преображенский собор, сооружённые в XI веке, а также Борисоглебский собор (XII век), в которой в XVII веке разместился католический доминиканский монастырь.
В Свято-Троицком соборе Троицко-Ильинского монастыря покоятся мощи святителя Феодосия Черниговского (ум. 1696), канонизированного Русской православной церковью в 1896 году, а также преподобного Лаврентия (1868—1950), канонизированного Украинской Православной Церковью в 1993 году и архиепископа Филарета (Гумилевского), канонизация которого Украинской Православной Церковью была произведена в ноябре 2009 года.
Кроме религиозных объединений УПЦ МП в Чернигове зарегистрированы общины Православной церкви Украины. В городе есть храм Римско-католической церкви. Протестантские общины: баптистов, харизматов, пятидесятников, церковь адвентистов седьмого дня. Собрание свидетелей Иеговы. Иудейская синагога. Зарегистрирован также буддийский центр школы Карма Кагью.

## Культура
|            |                  |                          |                                |                      |
| Филармония | Дом архиепископа | Театр им. Т. Г. Шевченко | Библиотека им. В. Г. Короленко | Художественный музей |

### Музеи
- Черниговский литературно-мемориальный музей-заповедник М. М. Коцюбинского (ул. Коцюбинского, 3);
- Черниговский областной исторический музей им. В. Тарновского (ул. Музейная, 4);
- Черниговский художественный музей (ул. Музейная, 6);
- Черниговский государственный архитектурно-исторический заповедник Чернигов древний (ул. Преображенская, 1);
- Филиал заповедника «Софийский Музей» (пр-т Мира, 15).

### Библиотеки
В городе функционирует городская централизированная библиотечная система (ул. Кирпоноса, 22), в состав которой включены следующие библиотеки:
- Черниговская областная универсальная научная библиотека имени В. Г. Короленко (проспект Мира, 41);
- Черниговская областная библиотека для юношества (ул. Шевченко, 63);
- Черниговская областная библиотека для детей им. Н. А. Островского (ул. Рокоссовского, 22-а).

### Театры и клубные заведения
Черниговские театры и концертные залы:
- Черниговский областной музыкально-драматический театр (пр-т Мира, 15);
- Черниговская областная филармония (пр-т Мира, 15);
- Молодёжный театр (ул. Родимцева, 4);
- Театр кукол (пр-т Победы, 135).

Городские заведения клубного типа:

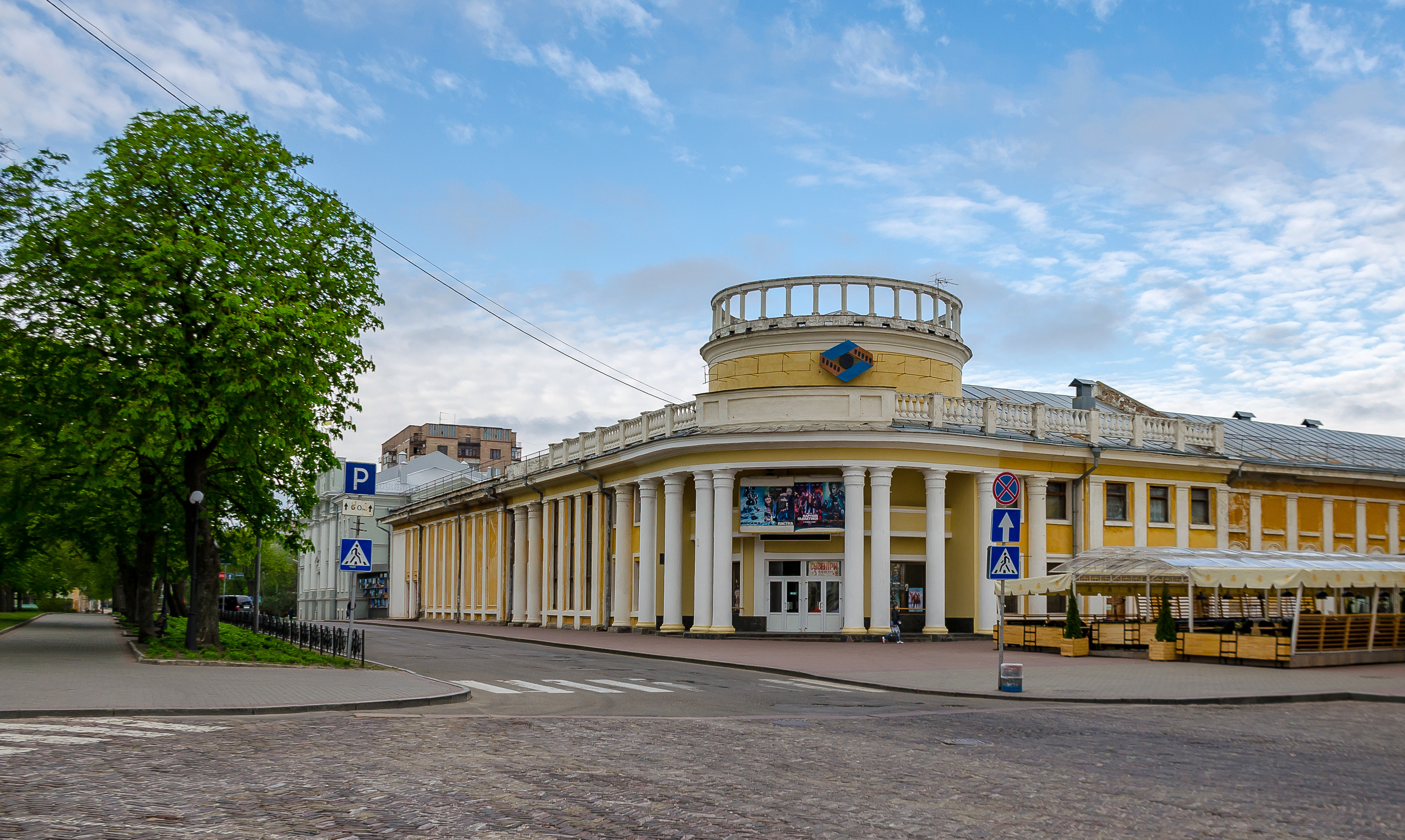
Черниговский областной молодёжный центр

- КП Городской Дворец культуры (ул. Ивана Мазепы, 23);
- Дворец культуры художественного творчества детей, молодёжи и юношества (ул. Дмитрия Самоквасова, 8).

### Кинотеатры
По состоянию на 1 января 2016 года в Чернигове действует один кинотеатр:
- Кинотеатр Multiplex (ТРЦ Hollywood, ул. 77-й Гвардейской дивизии, 1а).

### Памятники
- Тарасу Григорьевичу Шевченко — установлен в Центральном парке культуры и отдыха им. М. Коцюбинского (историческое название местности — вал, детинец);
- Александру Сергеевичу Пушкину (изготовлен в мастерской художественной бронзы К. Берто (Одесса) по проекту художника Г. Коваленко в 1899 году) — установлен в Центральном парке культуры и отдыха им. М. Коцюбинского на деньги, собранные жителями Чернигова к столетию со дня рождения и в память о пребывании русского поэта в городе в мае 1820 и августе 1824 года[54];
- Богдану Хмельницкому (скульпторы И. Кавалеридзе, Г. Петрашевич, архитектор А. Карнабед, 1956 год) — установлен в сквере имени Богдана Хмельницкого между улицами Гетмана Полуботка и Шевченко[22];
- Игорю Ольговичу — установлен 2 октября 2012. Бронзовая скульптура, изображающая князя сидящим на престоле, установленная с южной стороны Борисоглебского собора. Скульптор Карен Саркисов;
- Ивану Мазепе (скульптор Геннадий Ершов, архитектор Владимир Павленко, 2009 год) Установлен в Чернигове возле здания коллегиума — одного из старейших учебных заведений Левобережной Украины, построенного по приказу Мазепы в начале XVIII века;
- Памятный знак — танк Т-34-85 (проспект Победы и ул. Ивана Мазепы; 1968 год; арх. А. Карнабед);
- Памятный знак — Жертвам Чернобыльской трагедии. Скульптор Геннадий Ершов, архитекторы Александр Гагарин, Асан Султанов. Установлен на центральной аллее города, между ул. Шевченко и Красной площадью в 1996 году;
- И многим другим литераторам, военным, политическим и историческим деятелям.

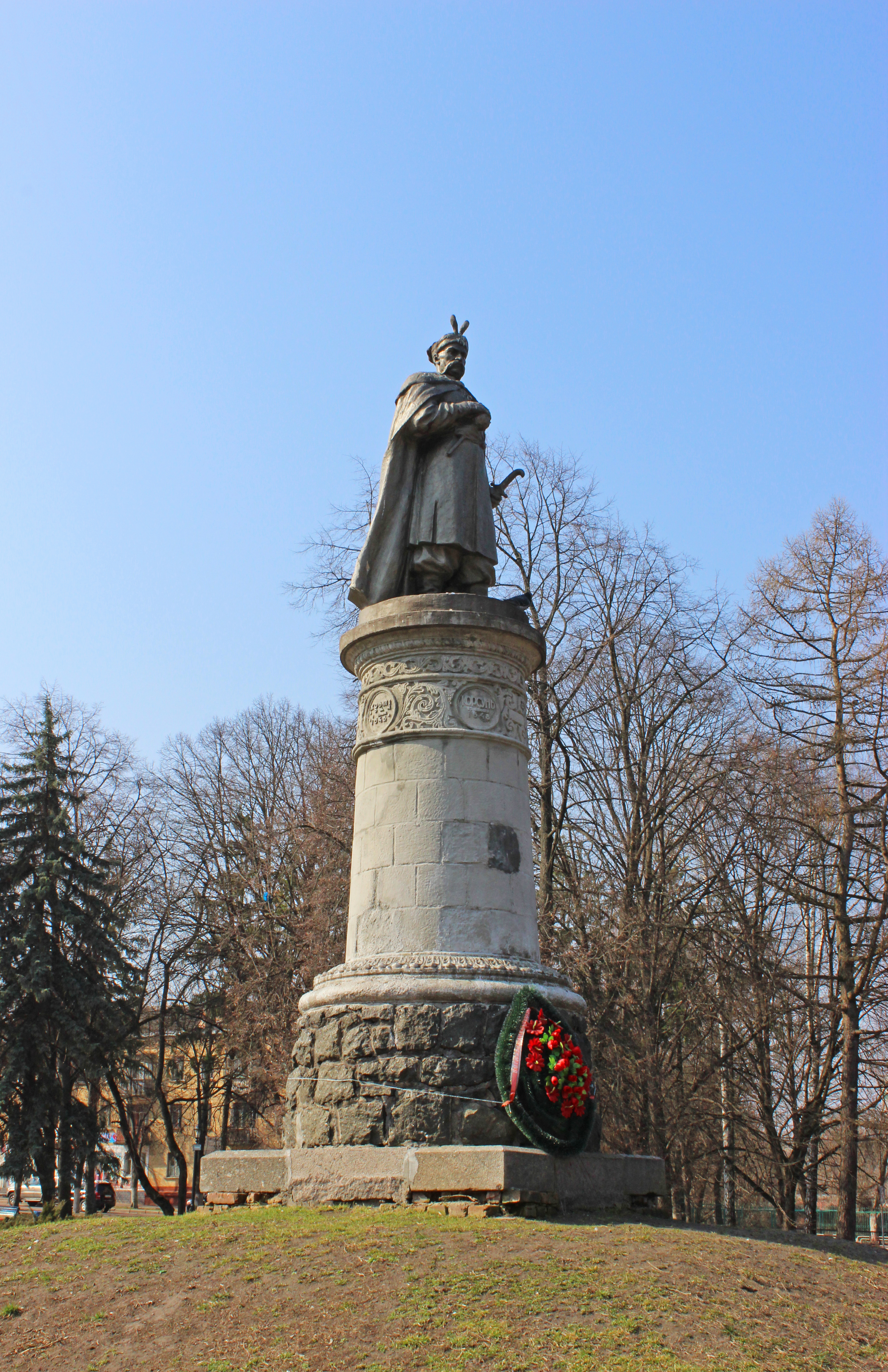
Памятник Богдану Хмельницкому
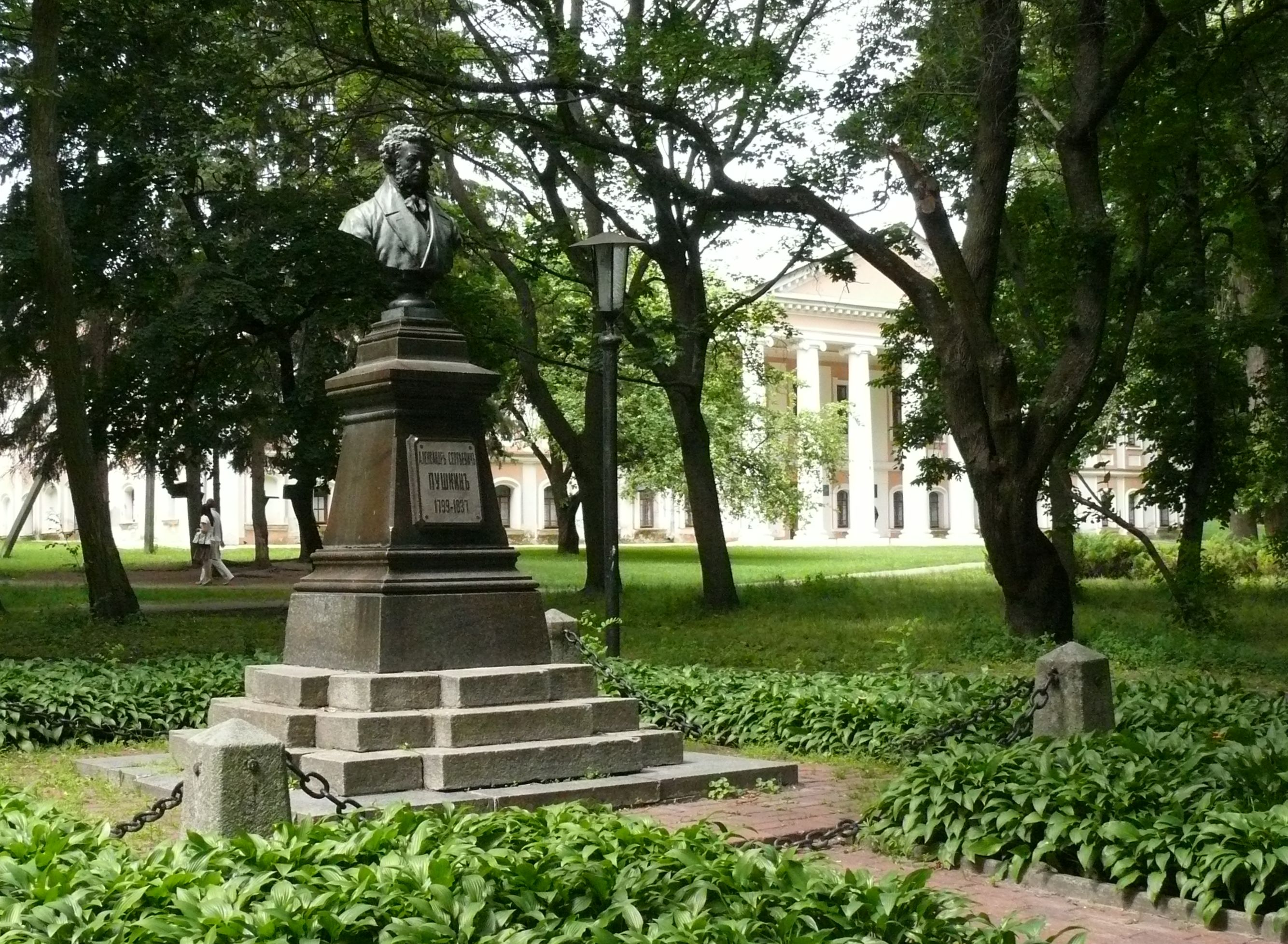
Памятник Александру Пушкину

## СМИ

### Телевидение
В 1959 году вступила в строй мощная ретрансляционная станция, 150-метровая вышка которой обеспечивает приём телерадиосигнала из Киева, Москвы (до 1992 года).
На 2011 год в Чернигове транслировалось 14 аналоговых телеканалов: 2 в метровом диапазоне и 12 — в дециметровом.
Эфирные аналоговые телеканалы (2011 год):
По состоянию на 22 февраля 2020 года прекращена трансляция восьми каналов аналогового телевидения, ниже номера отключенных каналов зачёркнуты.
- 6 — Первый национальный;
- 11 — 1+1;
- 23 — ТРК «Украина»;
- 26 — ICTV;
- 28 — Интер;
- 36 — М1;
- 41 — Прямой;
- 44 — НТН;
- 47 — К1;
- 49 — Новый канал;
- 52 — СТБ;
- 57 — ТЕТ;
- 59 — 5 канал (Украина);
- 64 — Местный телеканал («Чернігівська обласна Державна телерадіокомпанія» и «Телерадіоагентство Новий Чернігів»).

Начиная с 2011 года в тестовом режиме и далее постоянно ведётся цифровое эфирное наземное телевизионное вещание в стандарте DVB-T2. По состоянию на март 2020 года 32 канала (4 мультиплекса, по 8 каналов в каждом мультиплексе):
- Мультиплекс MX1 — в полосе 22-го частотного канала;
- Мультиплекс МХ2 — в полосе 34-го частотного канала;
- Мультиплекс MX3 — в полосе 35-го частотного канала;
- Мультиплекс МХ5 — в полосе 61-го частотного канала.

### Радио
Сначала радиовещание велось исключительно по проводам. Впоследствии черниговское радио начало параллельное вещание в эфире (УКВ-диапазон, а затем и FM). В 1936 г. в Чернигове было 9 тыс. стационарных радиоточек, не считая радиоприемники. Появление транзисторных приёмников сильно потеснило проволочное радио. Однако в СССР эта система поддерживалась государством (как средство оповещения ГО), но Чернобыльская катастрофа (1986) показала иллюзорность системы «быстрого оповещения». Некоторые вспомнили, что 22 июня 1941 года сообщение о начале войны прошло только в полдень. Период оккупации дал наглядный урок — проволочное вещание весьма уязвимо и зависимо. Новости из Москвы принимали на оккупированных территориях только по эфиру. Тем не менее власти продолжали лоббировать «проволоку» (чтобы меньше слушали зарубежные радиостанции — первые ламповые радиоприёмники регистрировались в органах госбезопасности). В настоящее время «проволока» не утратила своего значения, но с переводом оплаты за радиоточку в «Телеком» цены возросли, и население стало отказываться от радиоточек.
Современные эфирные радиостанции:
- 100,6 — Авторадио;
- 101,3 — DJFM;
- 101,8 — Любимое Радио;
- 102,4 — Радио 5 — Ретро ФМ;
- 102,9 — Перец FM;
- 103,5 — Радио НВ;
- 103,9 — Радио «Пятница»;
- 104,3 — Наше Радио;
- 104,7 — Хит FM;
- 105,4 — Радио Люкс FM;
- 105,9 — NRJ;
- 106,3 — Радио Мелодия;
- 106,8 — Радио Шансон;
- 107,2 — Русское Радио;
- 107,7 — Радио РОКС.

### Печатные издания
- «Сіверщина»;
- «Гарт» — всеукраинский еженедельник. Тираж 80 тыс. экз.);
- «В каждый дом» — еженедельная рекламно-информационная газета (тираж 80 тыс. экз.);
- «Реклама + TV» — бесплатный рекламно-информационный еженедельник (тираж 75 тыс. экз.);
- «Черниговский вестник» — еженедельная общественно-политическая газета отражающая все сферы жизни и деятельности города и области (тираж 51 тыс. экз.);
- «Деснянська Правда» — областная газета с оперативной информацией. Газета выпускается на украинском языке (тираж 40 тыс. экз.);
- «Черниговская неделя» — общественно-политическая еженедельная газета (выходит 1 раз в неделю, тиражом 25 тыс. экз.)[55];
- «Черниговские новости: семь дней» — городская газета. Выходит еженедельно с 2001 года на русском языке;
- «ВООМ!» — первый журнал-путеводитель по Чернигову. Ежемесячный тираж 5 тыс. экз.;
- Весть — еженедельная общественно-политическая городская газета. На русском, с 2002 года.

## Спорт

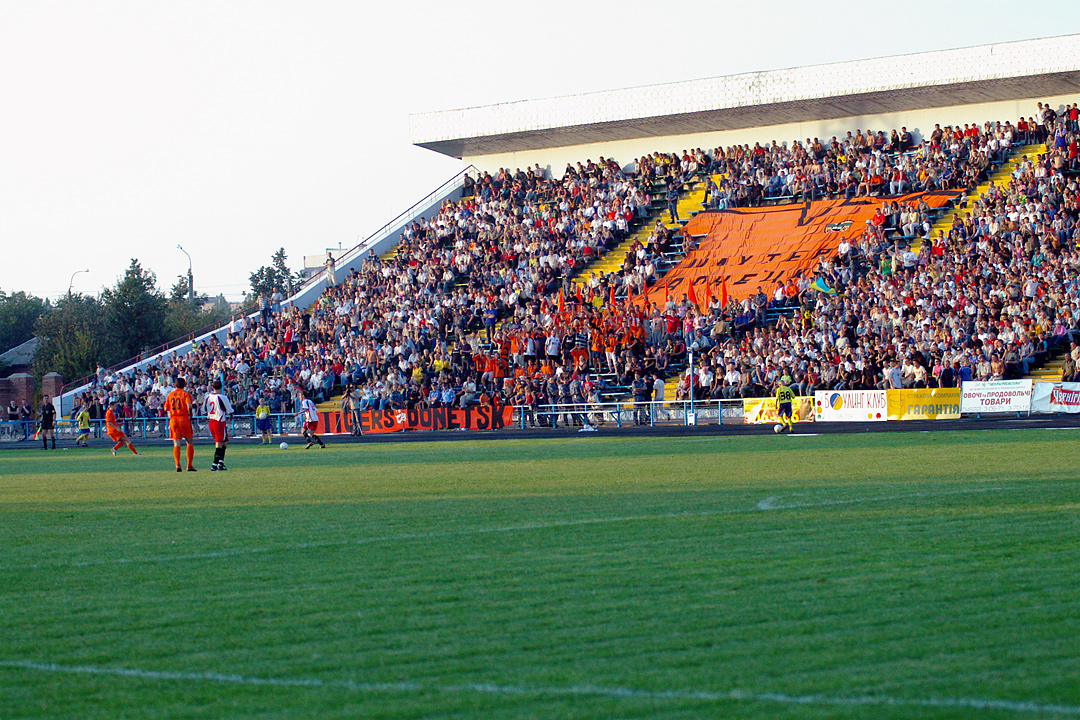
Стадион имени Юрия Гагарина

- В 1977, 1978, 1979 годах черниговчанин Г. Литовченко становился чемпионом СССР по многоборью ГТО;
- Первую для независимой Украины олимпийскую медаль в 1994 году получила биатлонистка с Черниговщины В. Цербе-Несина;
- В 2004 золотую олимпийскую медаль по тяжёлой атлетике завоевала Наталья Скакун.
- В 2008 бронзу Олимпиады принесла штангистка Наталья Давыдова.
- В 2010 году черниговский спортсмен Михаил Итченко (спортклуб «ИнтерАтлетика», тренер — А. Меленевский) стал абсолютным чемпионом Европы по бодибилдингу на состязаниях в Донецке. Это позволило сборной Украины выиграть общий зачёт чемпионата Европы[56];
- С сезона 2010/2011 волейбольная команда «Буревесник-ШВСМ» играет в Супер лиге украинского чемпионата;
- В футболе город представлен ФК «Десна» (играет в Премьер-лиге Украины), а также ФК «Чернигов» (играет в Любительском чемпионате Украины);
- ФК «Легенда» — неоднократный чемпион Украины среди женских команд, участник и призёр европейских футбольных турниров;
- В 2018 году на Чемпионате мира по пауэрлифтингу за версией GPA/IPO Артём Туряница (спортклуб «Импульс» — тренер И. Атрощенко) стал чемпионом мира по силовому троеборью.

## Достопримечательности

### Архитектура

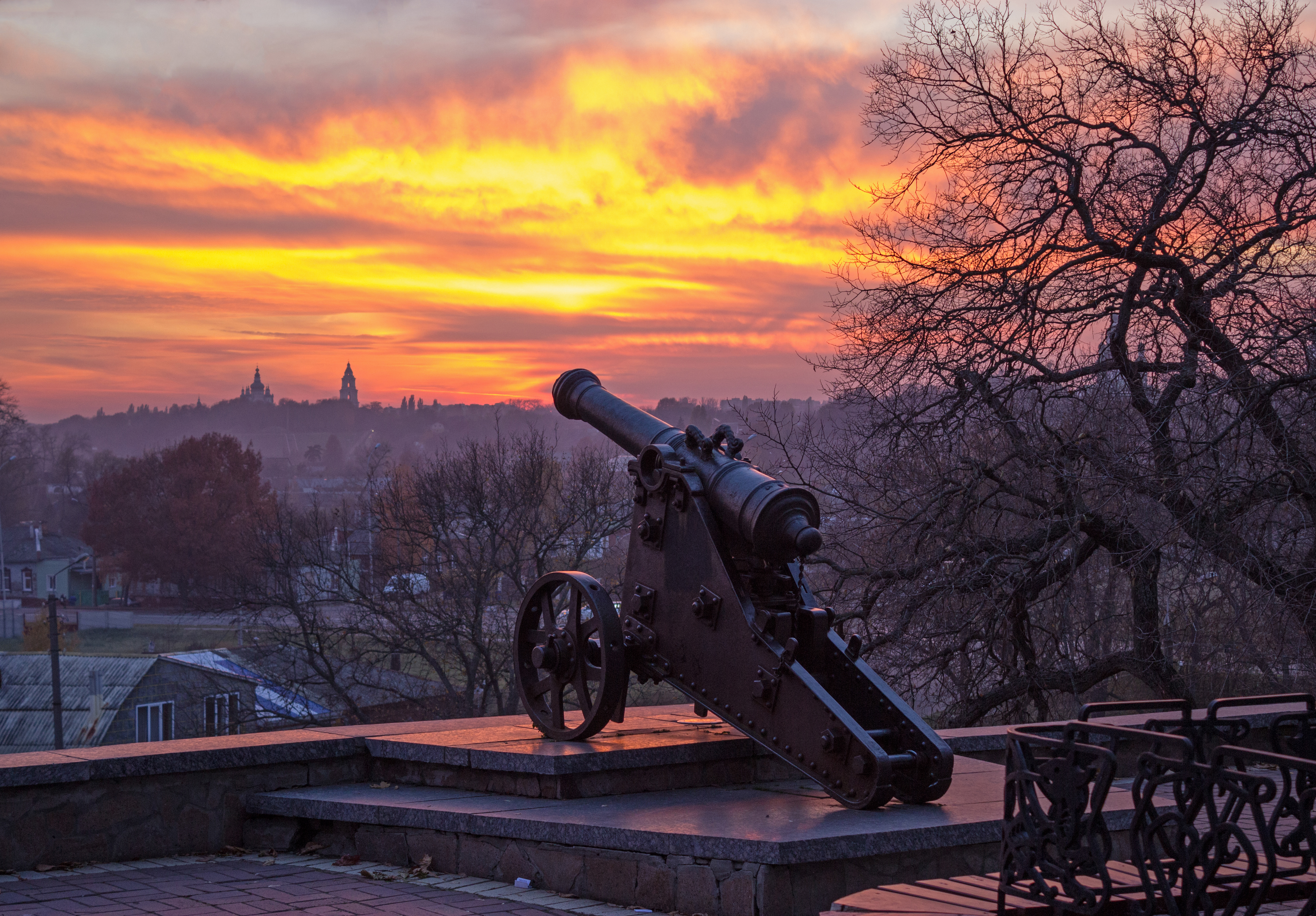
Пушка с бастионов Черниговской крепости

Главными архитектурными достопримечательностями города являются пять средневековых храмов, возведённых в XI—XIII веках. Также город примечателен большим количеством памятников периода Гетманщины в стиле казацкого барокко. Бо́льшая часть этих зданий формирует архитектурные комплексы на Валу, который со времён основания Чернигова и до начала XX века был политическим центром города, и на территории основанных в XI веке Елецкого и Троицко-Ильинского монастырей.
Черниговский детинец (Вал) — историческая часть города, в которой первоначально был расположен княжеский замок, а впоследствии — Черниговская крепость. С княжеских времён на Валу сохранилось 2 средневековых храма. Спасо-Преображенский собор XI века — один из древнейших каменных храмов Руси, заложен князем Мстиславом Храбрым. Рядом расположен Борисоглебский собор XII века. Дополняют архитектурный ансамбль Вала памятники в стиле украинкого барокко. Среди них здание Черниговского коллегиума — первого высшего учебного заведения на территории Левобережной Украины. Отдельные фрагменты этого здания существовали ещё в XVI—XVII веках, а основная часть создана во время гетманства Ивана Мазепы. Здание полковой канцелярии (XVII век) — один из немногих сохранившихся примеров гражданской каменной архитектуры Гетманщины. Поблизости Вала расположена Екатерининская церковь, построенная в 1715 году в честь казаков Черниговского полка, принимавших участие во взятии Азова 1696 года. На месте бывших валов Черниговской крепости установлено 12 пушек XVII — начала XIX веков. На территории Детинца также находятся три здания в стиле классицизма — дома архиепископа (1780), губернатора (1804) и Черниговской женской гимназии (1899).
|                            |                   |                      |                        |                        |
| Спасо-Преображенский собор | Пятницкая церковь | Борисоглебский собор | Черниговский коллегиум | Екатерининская церковь |

На месте бывшей торговой площади находится Пятницкая церковь, построенная на рубеже XII—XIII веков. Рядом с ней расположена Красная площадь, современный облик которой окончательно сформировался после Великой Отечественной войны. Архитектура площади включает в себя здания, построенные в период, когда Чернигов был центром губернии — городской магистрат, губернское земство, полицейское управление и государственный банк, а также сооружения, возведённые в советское время, среди которых примечательны кинотеатр имени Щорса, гостиница «Десна» и музыкально-драматический театр имени Т. Шевченко.
На запад от Детинца расположен основанный в 1060-х годах Елецкий монастырь. Главным храмом монастыря является Успенский собор, построенный в XII веке. На территории монастыря также расположены кельи (XVI—XVII века), Петропавловская церковь (XVII век), надвратная колокольня (1675), церковь-усыпальница полковника Я. Лизогуба (1689), руины дома игумена (XVIII век). Кроме того, сохранился дом Феодосия Углицкого (1688) — старейший памятник деревянной жилой архитектуры на Левобережной Украине.
На Болдиных горах находится Троицко-Ильинский монастырь, основанный Антонием Печерским в 1069 году. С этих времён сохранился комплекс Антониевых пещер — подземный монастырь, развитие которого продолжалось с XI по XVIII века. У входа в пещеры расположена Ильинская церковь XII века. Во второй половине XVII века монастырь был значительно расширен. Построены Троицкий собор — главное сооружение монастыря, и Введенская трапезная церковь, которая является единственным сохранившимся двухкупольным храмом на Левобережной Украине. 58-метровая колокольня, возведённая в 1775 году, является архитектурной доминантой Болдиных гор и всего Чернигова.
|                            |                 |                                             |                          |                       |
| Здание полковой канцелярии | Успенский собор | Здание Николаевского епархиального братства | Здание гостиницы «Десна» | Дом В. В. Тарновского |

В городе сохранились здания XIX — начала XX веков, часть из них является памятниками архитектуры. На улице Шоссейной (ныне проспект Мира) в 1912 году построено здание Николаевского епархиального братства, в котором сейчас находится областная филармония. Здание создано в неорусском стиле с разделяющей его на две части часовней Александра Невского (1870).
В городе находятся три сооружения, построенные в неоготическом стиле — созданная в виде рыцарского замка усадьба Григория Глебова, дом Василия Тарновского и здание пожарного общества. Украинский модерн оказал влияние на здания народной школы (1911) и дворянского и крестьянского поземельного банка (1913).
XI—XIII века
- Спасо-Преображенский собор (XI век);
- Борисоглебский собор (XII век);
- Ильинская церковь (XII век);
- Успенский собор (Чернигов) (XII век);
- Елецкий Успенский монастырь (XI век);
- Пятницкая (св. Параскевы) церковь (конец XII — начало XIII веков);
- Антониевы пещеры (XI—XIX века);
- Курган Чёрная могила (X век);
- Курганы Безымянный и Гульбище.

XVII—XXI века

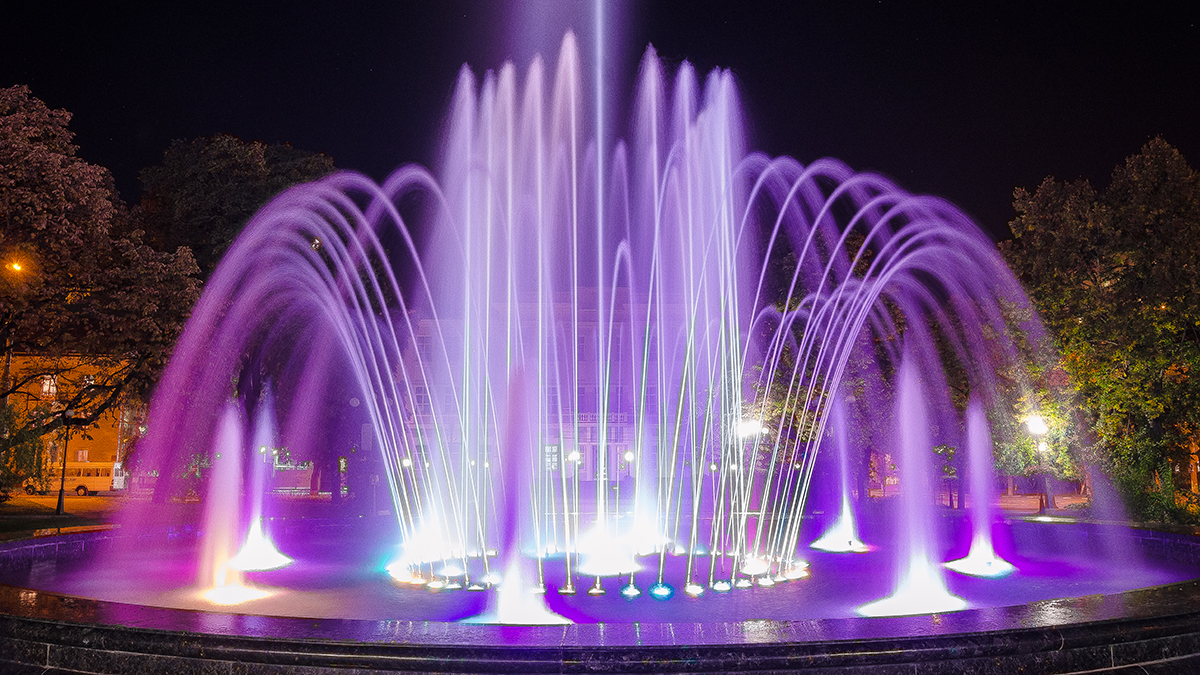
Светомузыкальный фонтан в парке Попудренко возле Красной площади

- Троицкий собор Троицко-Ильинского монастыря (1679—1689);
- Коллегиум (1702);
- Екатерининская церковь (XVIII век);
- Здание полковой канцелярии (конец XVII века);
- Церковь Михаила и Фёдора (начало XIX века);
- Здание Черниговской областной администрации (начало XIX века, реконстр. начала и середины XX в.);
- Здание Управления Национального банка Украины (начало XIX века, реконстр. середины XIХ и XX вв.);
- Здание государственного банка (1908);
- Здание института физических методов лечения (1912);
- Здание железнодорожного вокзала (1950, архитекторы В. О. Лоскутов и Г. И. Гранаткин);
- Дом театра (1958, архитекторы С. Фридлин, С. Тутученко);
- Светомузыкальный фонтан: открыт 24 августа 2008 года4; фонтан был создан на благотворительные взносы спонсоров — предприятий и предпринимателей. Чаша фонтана имеет диаметр 12 м, она построена из камня лабрадорита, который добывают в Коростене Житомирской области. Наивысшая струя воды достигает 10 м. Специальная компьютерная программа регулирует струи воды, музыку и свет, которые их сопровождают. Светомузыкальный фонтан запрограммирован на более чем 30 мелодий. Работает по расписанию (по состоянию на 10.11.2011).[источник не указан 1830 дней]

### Парки
- Городской парк культуры и отдыха;
- Лесопарк Яловщина;

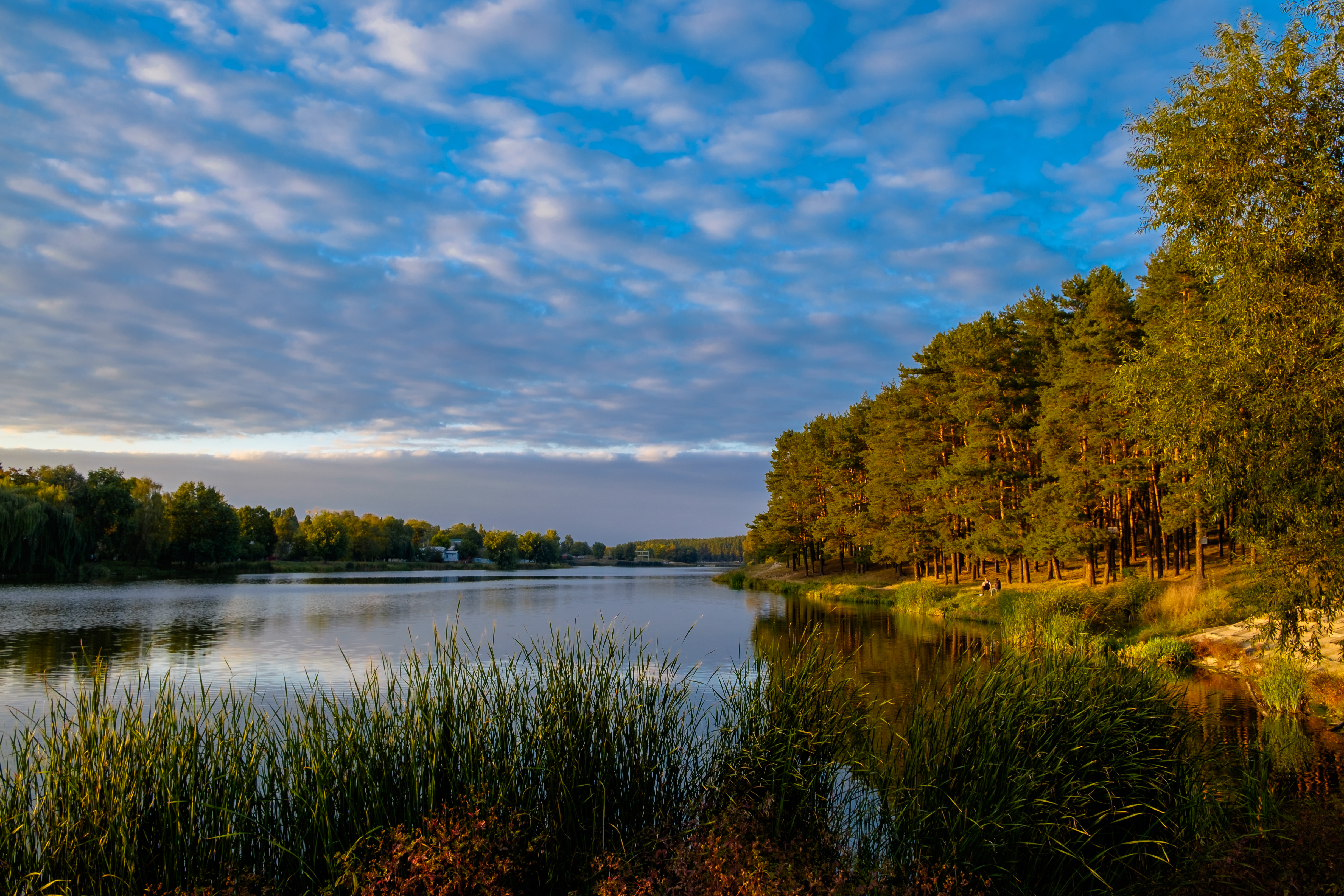
Лесопарк Яловщина

- Парк культуры и отдыха им. М. М. Коцюбинского;
- Берёзовая роща;
- Марьина роща;
- Сквер Богдана Хмельницкого;
- Сквер им. Н. Н. Попудренко;
- Парк на Болдиной горе

## Чернигов в культуре
В кинематографе

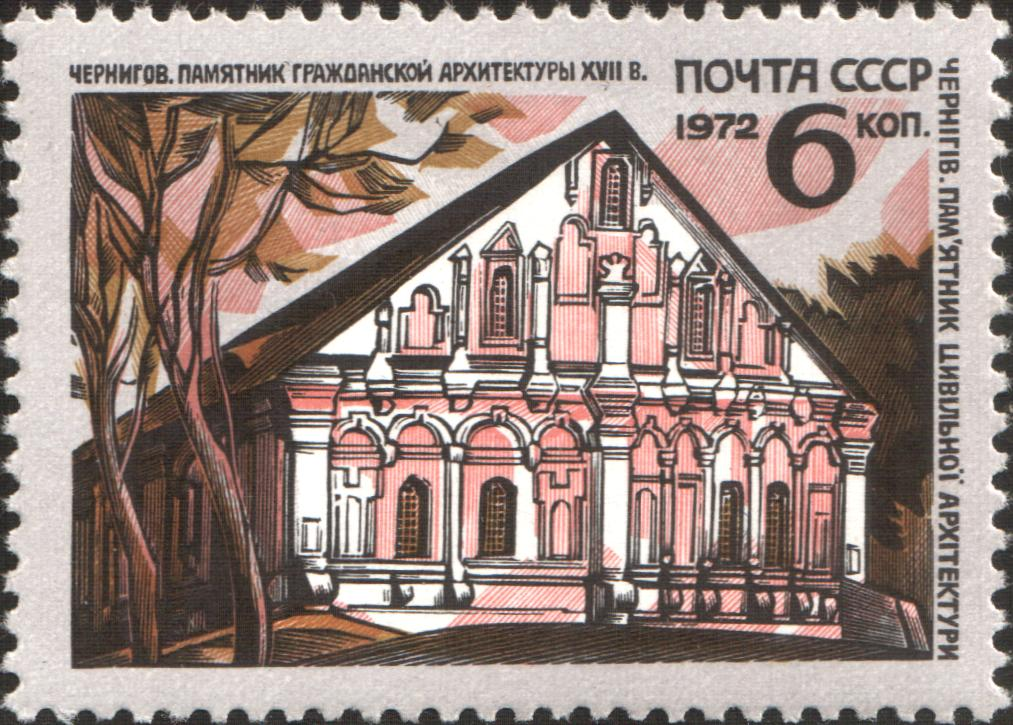
Здание полковой канцелярии на почтовой марке СССР

В Чернигове было снято частично или полностью ряд фильмов:
- В бой идут одни «старики» (1973);
- Кортик (1954);
- Вий (1967);
- Старший сын (1975);
- Владыка Андрей (2008);
- Дело для настоящих мужчин (1983);
- Дикий мёд (1966);
- Дождь в чужом городе (1979);
- Допинг для ангелов (1990);
- Лучше быть красивой и богатой (1995);
- Аквариум (1996);
- За всё тебя благодарю (2005);
- Кактус и Елена (2007);
- Красный лотос (2009);
- Небо в горошек (2003);
- Дом с лилиями (2014);
- Подпольный обком действует (1979);
- Полярный рейс (2012);
- Срочно! Ищу мужа (2011);
- Там, на неведомых дорожках… (1982);
- Тяжёлый песок (2008);
- Майор и магия (2016);
- Дом на холодном ключе (2016).
- Киборги (2017);

## Чернигов в цифрах и фактах
- 1-е место в рейтинге самых экологически чистых городов Украины;
- День города — 21 сентября;
- 76-я гвардейская Черниговская Краснознамённая ордена Кутузова II степени десантно-штурмовая дивизия (76Гв.вдд) — старейшее из ныне существующих соединений ВДВ. 8 сентября 1943 года дивизия выступила из района Орла под Чернигов. За трое суток непрерывного наступления она продвинулась на 70 километров и на рассвете 20 сентября подошла к деревне Товстолес, в 3-х км северо-восточнее Чернигова, а затем, овладев городом, продолжила наступление на запад. Почётное наименование «Черниговская» присвоено дивизии приказом Верховного Главнокомандующего от 21 сентября 1943 года № 20.

## Города-побратимы
- Мемминген, Германия;
- Тарнобжег, Польша;
- Жешув, Польша;
- Петах-Тиква, Израиль;
- Габрово, Болгария[81];
- Градец-Кралове, Чехия;
- Огре, Латвия;
- Прилеп, Северная Македония.